# Felldecke

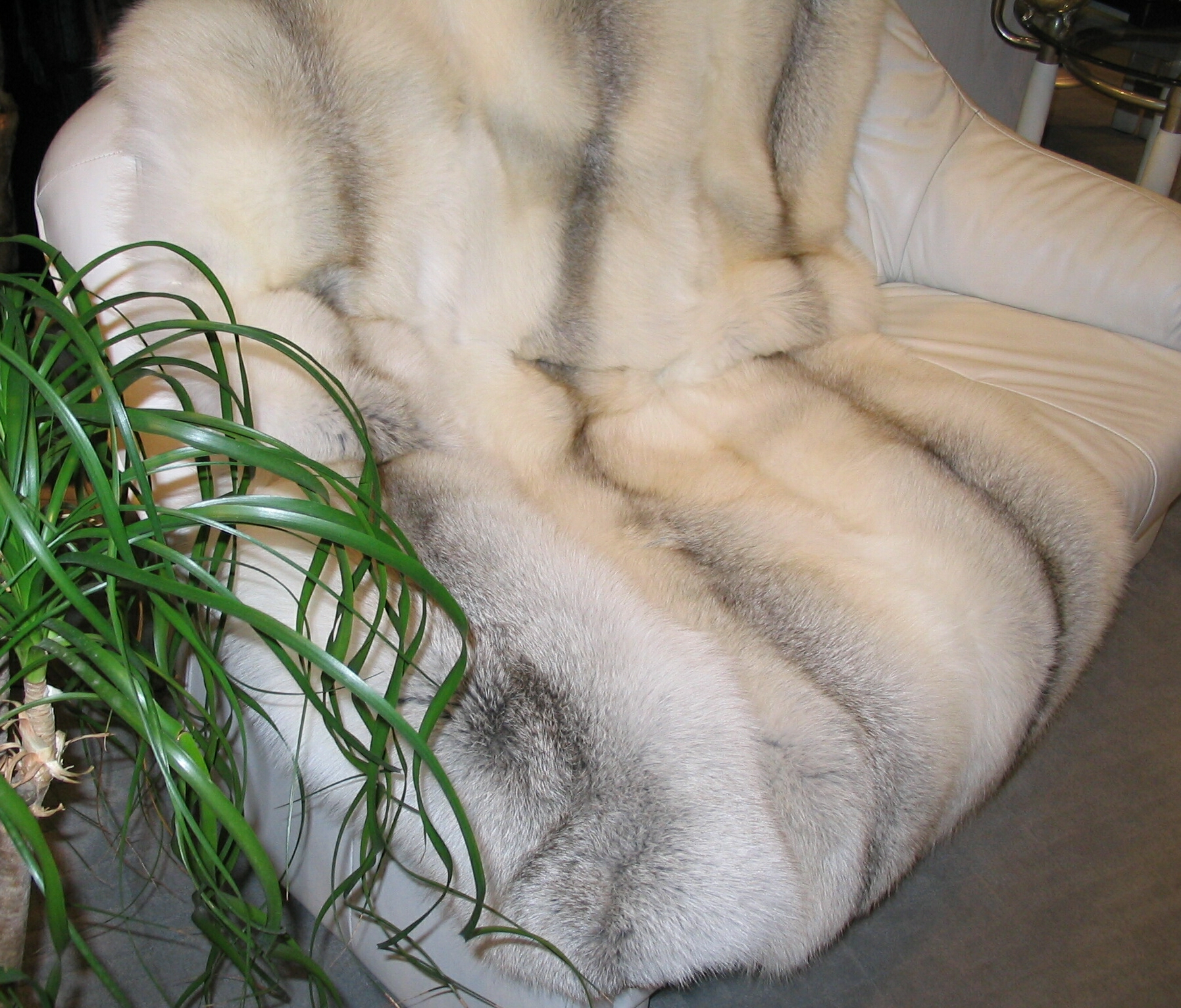
Decke aus Fawnlight-Fuchsfell

Eine Felldecke, auch als Pelzdecke, Pelzplaid oder ähnlich bezeichnet, ist ein aus Fellen gearbeiteter, in der Regel mit Stoff unterfütterter Kälteschutz, der heute vor allem als Wohnaccessoire Anwendung findet. Früher dienten Pelzdecken besonders auch als Wagen- und Schlitten-, später als Autodecken. Kleinere, eventuell künstlerisch gestaltete Ausführungen werden auch als Vorleger oder Wandschmuck genutzt.
Unter einer Felldecke versteht man heute üblicherweise eine aus mehreren, meist kleineren Fellen, wie Fuchsfellen oder Possumfellen, zusammengesetzte Decke. Zumindest historisch wurden auch Vorleger, die in der natürlichen Form aus einem einzelnen großen Tier gearbeitet sind, wie Angoraziege oder Rentier, ehemals vor allem auch Bären und Großkatzen, als Felldecken bezeichnet.
Beliebt sind vor allem Decken aus langhaarigerem Fell. Sie werden oft nicht nur als Zudecke, sondern auch als Sitzunterlage auf Sofas und Ähnlichem gebraucht. Neben einem möglichst reißfesten Leder ist hier eine gute Abriebfestigkeit des Haares wichtig. Von den gebräuchlichsten Pelzarten eignen sich unter diesen Gesichtspunkten besonders, etwa in absteigender Reihenfolge: Schaffell und Guanakofell (eingeschränkte Handelserlaubnis) oder Alpakafell, mit einigem Abstand Waschbärfell, Possumfell, Fuchsfell, ungeschorenes Kaninfell, Coyotenfell und das heute nicht mehr genutzte Wolfsfell. Bei den kürzerhaarigen Fellarten sind dies, Lammfell, Nerzfell und alle Marderarten, wie die absoluten Luxuspelze Baummarderfell und Zobelfell. Zumindest in den 1930er Jahren hatte man noch eine Vorstellung, welche Schaffellarten sich besonders als Deckenfelle eignen, es waren, neben anderen, die schweren, nach ihrer Herkunft benannten Siebenbürger, Türken, Moldauer und Mazedonier. Ein Fachbuch aus den 1950er Jahren, nennt als für Divan- und Autodecken geeignete Felle außerdem das Fell des dem Guanako verwandten Vikunjas und das Skunkfell, beides sehr strapazierfähig, sowie das Schakalfell und das inzwischen mit einem Handelsverbot belegte Katzenfell.
Das auch sehr viel verwendete Kaninfell stellt bezüglich seiner Strapazierfähigkeit eine Besonderheit dar. Wildkaninchenfelle neigen, ähnlich dem Hasenfell, zum Haaren. Felle von guten Qualitäten der Hauskaninchen sind mit ihrem dichten Haar deutlich besser haltbar, geschoren haben sie, durch die geschlossene Haardecke, sogar eine fast sehr gute Strapazierfähigkeit.

## Geschichte

### Naturvölker
Wohl bei den meisten Völkern scheint die Entwicklung zum Pelzbekleidungsstück vom einfach umgehangenen Fell über einen deckenartigen Umhang gegangen zu sein, der auch als Bettlager benutzt wurde. Daraus entstanden Schlitzüberwürfe in der Art eines Ponchos, wie sie auch die Germanen trugen.
Die Karosse ist ein deckenartiger Pelzumhang einiger Volksstämme im südlichen Afrika. Das Pelzbekleidungsstück wurde zusätzlich als Bettunterlage und Zudecke benutzt.

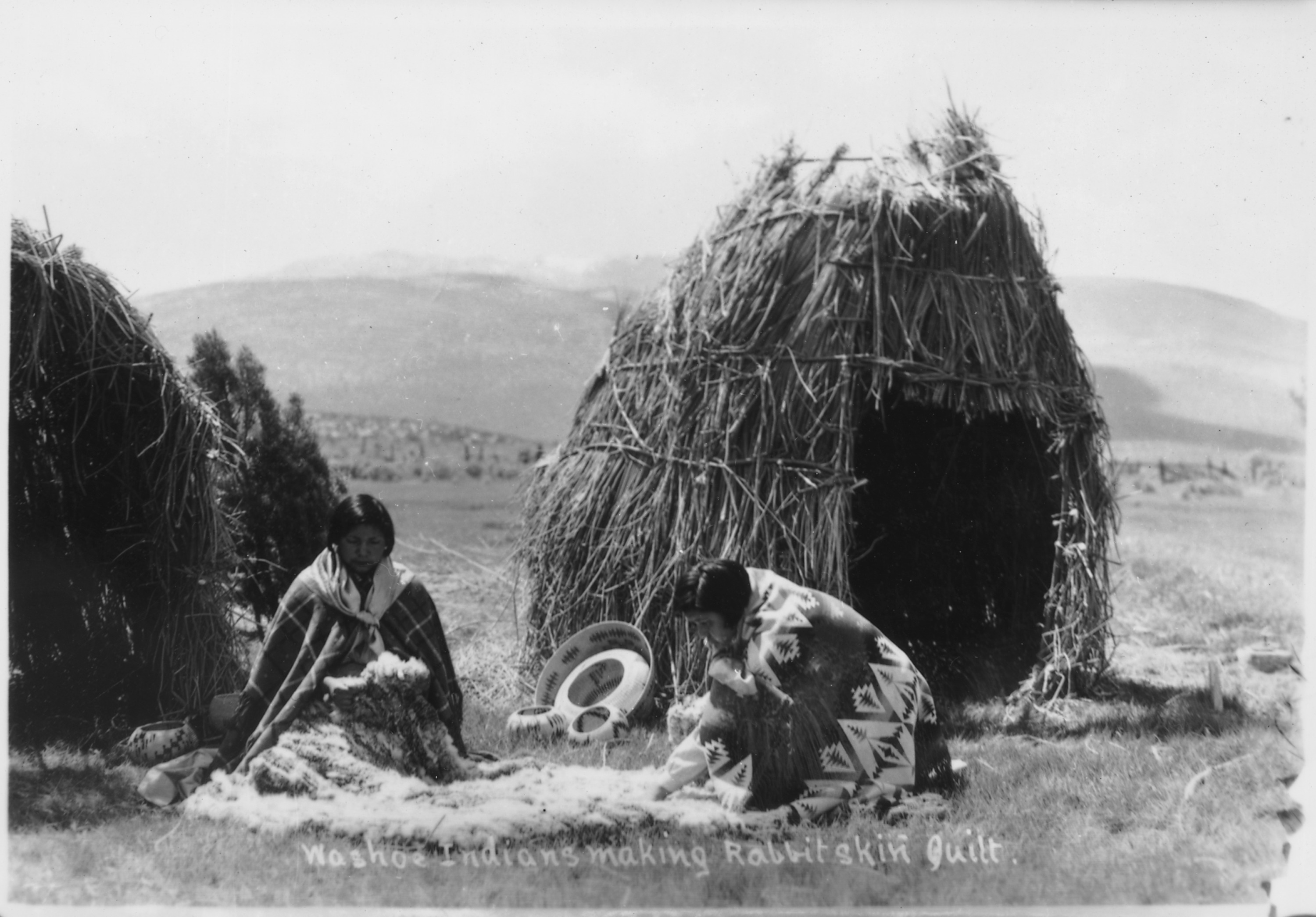
Washoe-Indianerinnen beim Anfertigen einer gewebten Kanindecke (etwa 1935)
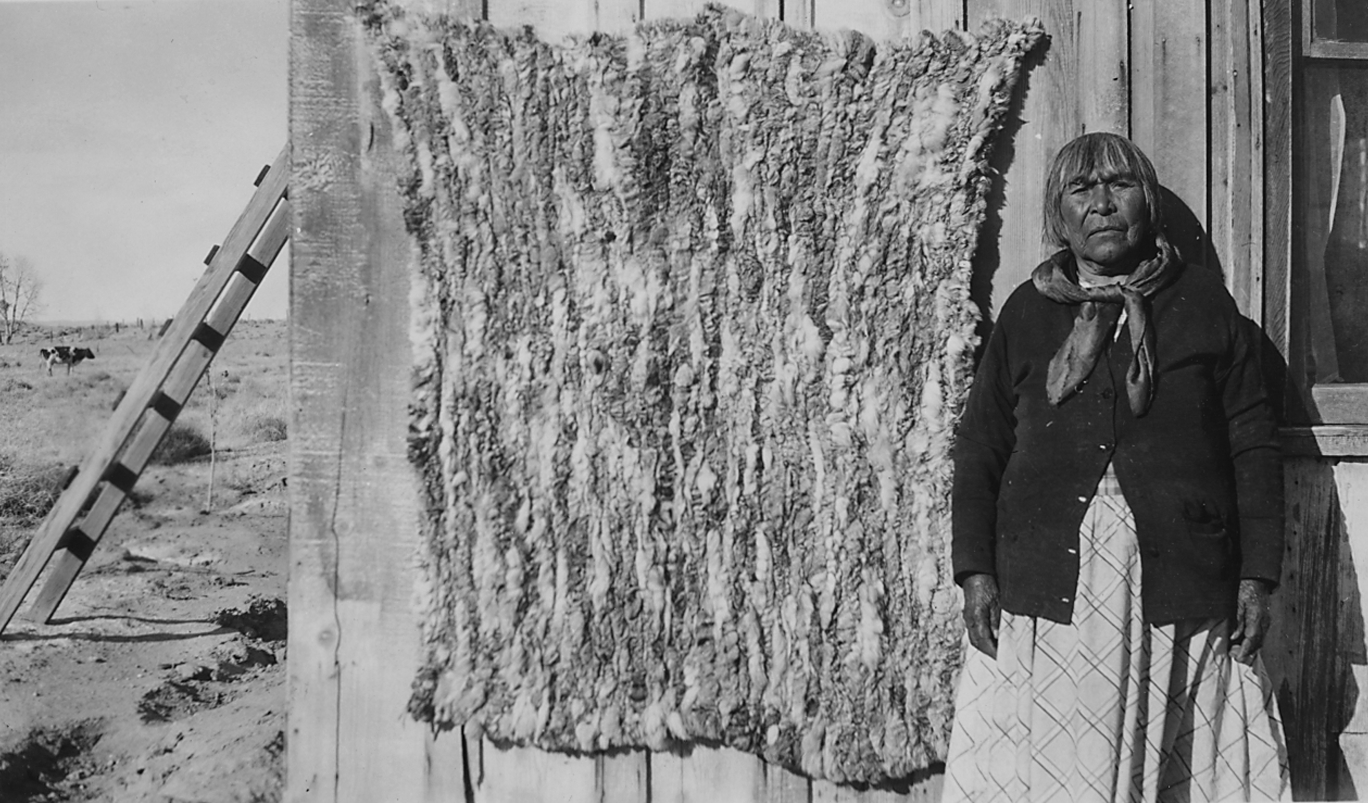
Mary Lowe mit einer gewebten Decke „aus 100 Kaninfellen“ (Volksgruppe der Paiute, USA 1937)

Die nordamerikanischen Indianer stellten aus Büffelfellen Decken her, die sie als Lagerdecken und als Umhänge gebrauchten. Ein Kennzeichen der Angehörigen verschiedener Stämme war der deckenartige Häuptlingsmantel aus Büffelfell. Auf der Lederseite der Mäntel oder Decken waren teils die Taten der Häuptlinge in bewegten Bilden aufgemalt.
Eine besondere Art von Felldecken wird aus in schmale Streifen geschnittenen Fellen gewebt, eine Technik der Pelzverarbeitung, die einmal bei den Indianern von Mexiko bis ins nördliche Kanada verbreitet war. Die nordamerikanischen Anasazi verdrehten, beziehungsweise verzwirnten, Schnüre aus Fellen der Präriehunde, Bären, Biber, Ratten, Mäusen, Kaninchen und Bergschafen, um sie als Bindfäden zu benutzen, aber auch um daraus Decken zu weben. Im Winter 1957/58 dokumentierte McIvor das Fell-Weben der nordamerikanischen Indianer am Beispiel der Cree in Fort Hope im nördlichen Ontario. Zu der Zeit wurden von den dortigen Einwohnern nur noch Mäntel und Jacken für kleine Kinder so hergestellt. Ursprünglich wurden Tücher und Decken gewebt, in die sich auch Männer und Frauen einwickelten. Als Material diente normalerweise Kaninfell (rabbit-skin), in diesem geschilderten Beispiel Felle der Schneeschuhhasen, deren Fleisch vormals die Hauptnahrungsquelle der Gegend war. Über eine besondere Bearbeitung der Lederseite wird nichts berichtet. Das rund abgezogene Fell wird in etwa daumenbreite Streifen geschnitten, und zwar spiralförmig in einem einzigen, langen Stück. Die Streifenbreite variiert, je nachdem was daraus hergestellt werden soll. Die Fellstreifen werden mit dem Haar nach außen auf einen dünnen Stab mit etwa anderthalb Zentimeter Durchmesser gewickelt und so getrocknet. Die Weiterverarbeitung ist landschaftlich unterschiedlich, die Cree flechten die Streifen in Netze ein, ganz so wie es auch in der „neuentwickelten“ Webnetz-Pelzverarbeitung geschieht. Die Spiralform sorgt dafür, dass die Streifen sich bei der Verarbeitung mit dem Haar nach außen um die Netzfäden legen und eine beidseitig behaarte Fläche entsteht. Die Netze werden heute aus Bindfaden hergestellt, früher aus Sehnen oder Lederriemen (babiche). Die fertige Decke wurde in einem extra dafür gefertigten Gestell aufgehängt und nach drei Seiten verspannt. Für eine kleinere Decke wurden 85 Felle gebraucht. Decken in besonders kalten Gegenden wurden dichter gewebt und benötigten entsprechend mehr Felle. Das Ergebnis ist sehr warm und trotzdem leicht, sehr stabil und räufelt sich kaum auf. Ältere Personen trugen den Webpelz drei oder vier Jahre, Kinder bekamen jedes Jahr ein neues Teil. Manchmal wurde das Fell verdeckt zwischen zwei Stoffbahnen genäht, in der Art einer Steppdecke, was nicht nur die wärmende Wirkung, sondern auch die Strapazierfähigkeit erheblich verbesserte. Das Hasenhaar ist nicht gut haltbar und die Pelze wiesen sehr schnell kahle Stellen auf. Diese Technik wurde gegen Ende des 20. Jahrhunderts in verfeinerter Weise wiederentdeckt. Aus Asien kommen seitdem in beachtlicher Menge, jedoch aus drei bis vier Millimeter breiten Fellstreifen geflochtene und gewebte Pelze in den Welthandel, meist als Kleinteile, wie Schals, Westen und Ponchos, seltener Decken.
Geschätzt sind die strapazierfähigen Decken aus Fellen des südamerikanischen Guanakos mit ihrer ansprechenden Musterung. Es ist, neben den einfelligen Jagdtrophäen, die einzige Fellart die hauptsächlich für Decken Verwendung findet. Das Guanako steht jedoch im Anhang II des Washingtoner Artenschutz-Übereinkommens, das Fell darf nur mit der Exportgenehmigung des Ursprungslands gehandelt werden. Schon die Ureinwohner des Andengebiets wussten die Quillango genannten Pelzdecken zu schätzen. Sie hatten das Zusammensetzen der Felle, mit der durch die langen Beinteile schwierig zu verarbeitenden Form, zu einer Kunst entwickelt. Insbesondere die Tehuelche kleideten sich auch in die Deckenumhänge, sie waren Teil der Nationalkleidung. Die Lederseite wurde von den Tehuelchefrauen reich mit Figuren geschmückt. Im Lauf des 19. Jahrhunderts wurden Guanakodecken und -mäntel deren der wichtigste Handelsartikel, der Export erlebte um 1870 einen Höhepunkt und brach dann zusammen.

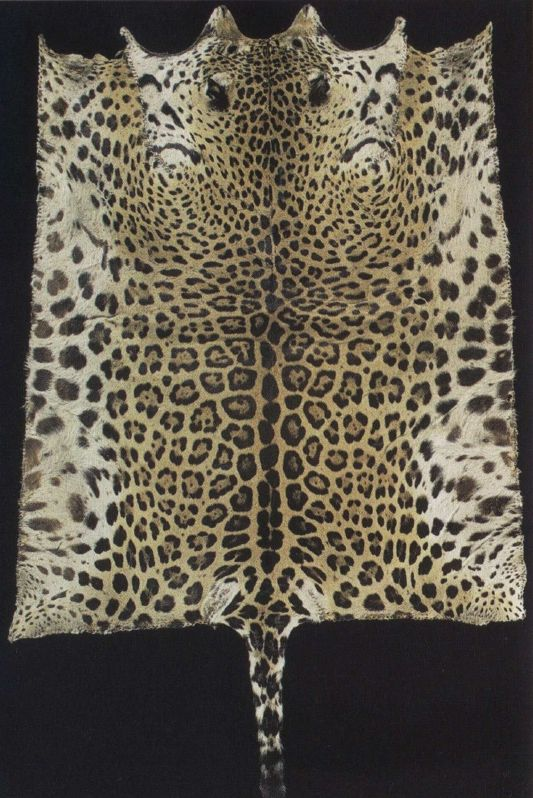
Decke aus einem Jaguarfell, Rückseite mit roten Mustern bemalt, Volksgruppe der Bororo (Mato Grosso, Brasilien)
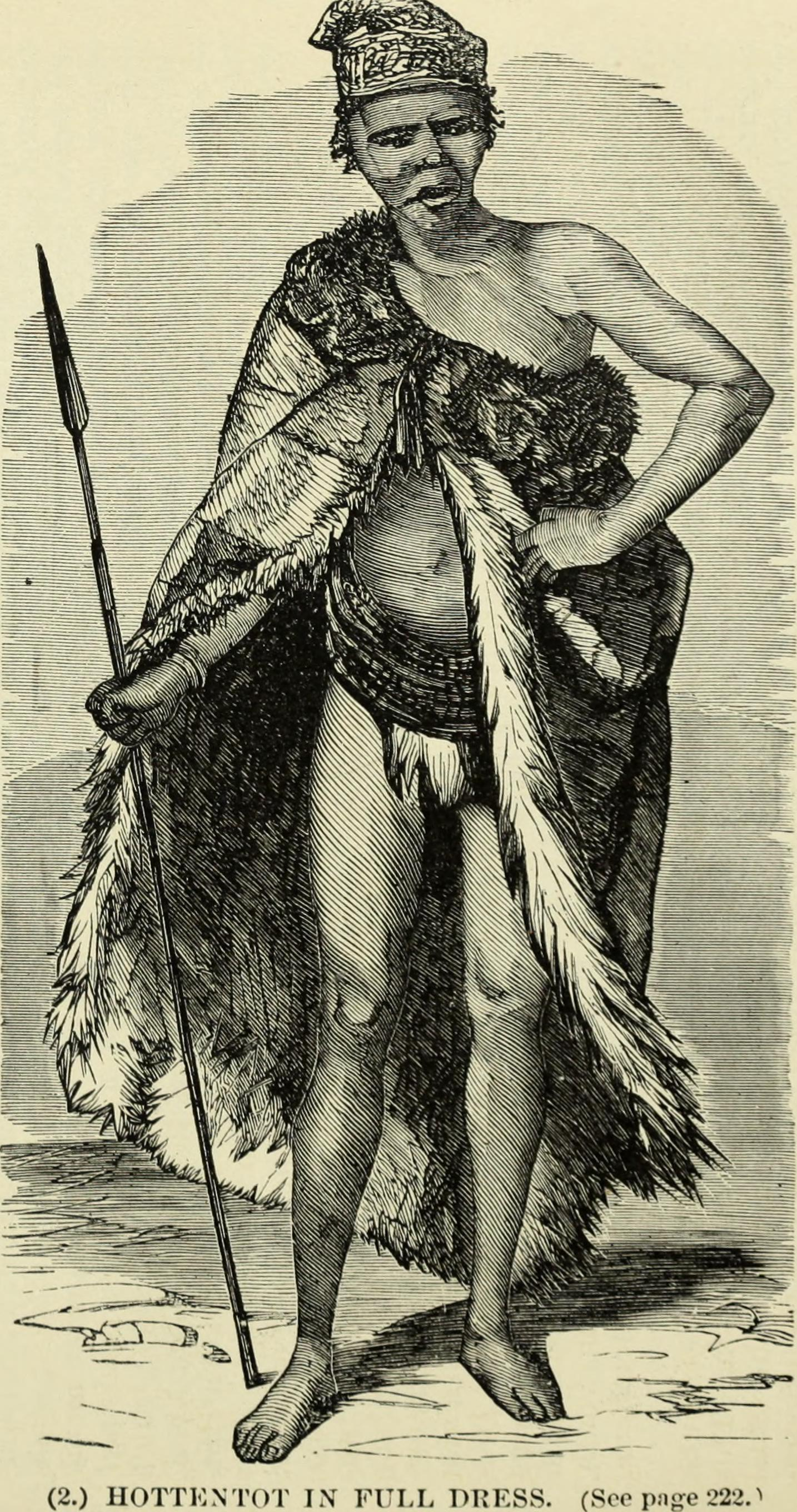
Afrikaner mit Karosse (1877)
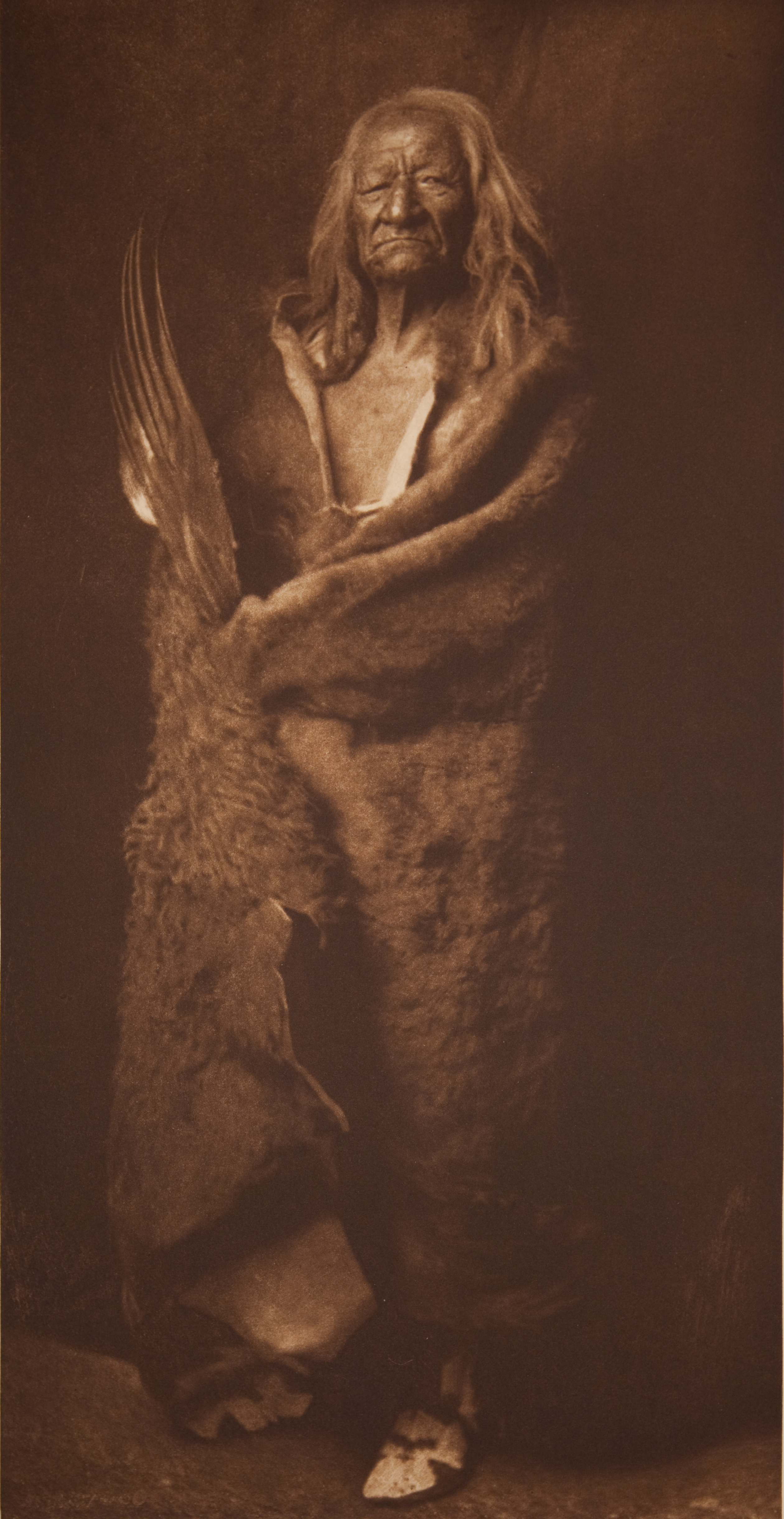
Indianer der Assiniboine mit Büffeldecke (1908)
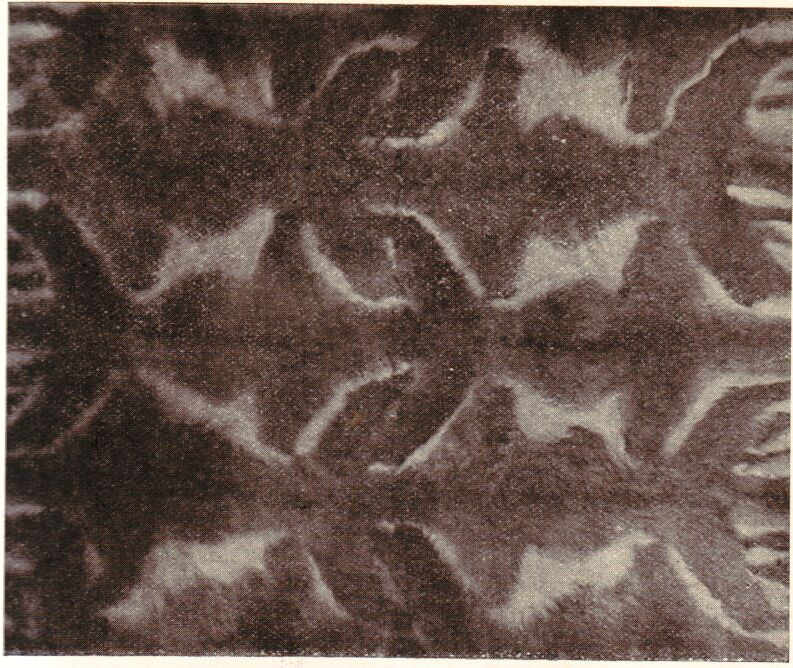
Guanako-Quillango, Südamerika (etwa 1905)

### Altertum bis 19. Jahrhundert
In Exodus, dem 2. Buch Mose, war über der Stiftshütte – dem Heiligtum, das Israel am Sinai für die Zeit der Wüstenwanderung erhalten hat – nach den Beschreibungen eine Decke gespannt. Sie bestand aus rot gefärbten Widderfellen und wurde von einer weiteren Plane bedeckt, die aus Fellen oder Häuten von Tahasch gefertigt war. Mit Tahasch wird das hebräische Wort תַּחַשׁ taḥaš übernommen, dessen Bedeutung ungeklärt ist (Lutherbibel: „Dachsfelle“; Jerusalemer Bibel: „feines Leder“).
Bei den Römern und bei den Griechen waren Pelzdecken in Gebrauch. Bei ihrer Heimführung wurden den Bräuten Pelzdecken untergebreitet. Der Grieche Diodor (1. Hälfte des 1. Jahrhunderts v. Chr.) erwähnt Hundefelle und Wolfsfelle, die von den Kelten für Teppiche oder Decken gebraucht wurden. Der Römer Plinius der Ältere (23/24?–79), in dessen Heimat Bettdecken aus Fell öfter gebräuchlich waren, erwähnt eine Decke oder einen Teppich aus Maulwurffell, den er auf einer seiner Reisen in Griechenland gesehen hat. Auf einer amtlichen römischen Preisliste des Jahres 301 wird der Höchstpreis für eine Decke aus acht Ziegenfellen mit 333 Silber-Denarii festgesetzt.
Im Nibelungenlied wird berichtet, dass die Burgundischen Könige, als sie als Gäste des Hunnenkönigs Etzel zu ihren Schlafstellen kamen, feststellten:
Die Bettdecken sah man aus Hermelin gemacht
Und auch von schwarzem Zobel, darunter sie die Nacht
Gemächlich ruhen sollten bis an den lichten Tag:
So herrlich mit den Freunden wohl nimmer je ein König lag …
In der Inventarliste der venezianischen Edelfrau (Nobildonna) Maria, relicta quodam Clarissimi Domini Hieronimie Pollani, gestorben am 7. Januar 1590, finden sich über sechzig pelzgefütterte Roben und eine große Anzahl von pelzgefütterten Bettdecken. Daneben gab es noch verschiedene Arten von Vorlegern, die mit Köpfen und Schwänzen präpariert waren, „als wären sie lebendig“: Ein Löwenfell mit Glasaugen, ein Tigerfell mit ausgestopftem Kopf, einen präparierten Affen und eine große Kiste mit mottenzerfressenen Teppichen oder Decken.
Im alten Russland lag in den Mietschlitten zum Warmhalten der Füße nur Stroh oder Heu. In den Herrschaftsschlitten dagegen befand sich ein Fußsack aus Fell, über den Knien lag eine große Tuchdecke, auf der Unterseite mit Fuchs oder anderem weichen Fell abgefüttert und auf der Oberseite noch mit einem anderen, wertvollen Pelz verbrämt. Wenn die Bauern über Land fuhren, legten sie so viele Felle wie sie auftreiben konnten in den Schlitten. Dem Gutsbesitzer genügten ein Fußsack und die warme Überdecke nicht: „Er sitzt im großen fußlangen Pelz in seinem leichten Korbschlitten, der - je nach den Verhältnissen - ganz mit einer großen Decke aus Fuchs- oder Eisbärfellen belegt ist. Sobald er Platz genommen hat, wird diese Decke an verschiedenen Stellen zugeknöpft, so daß er in einen warmen Sack eingehüllt ist.“

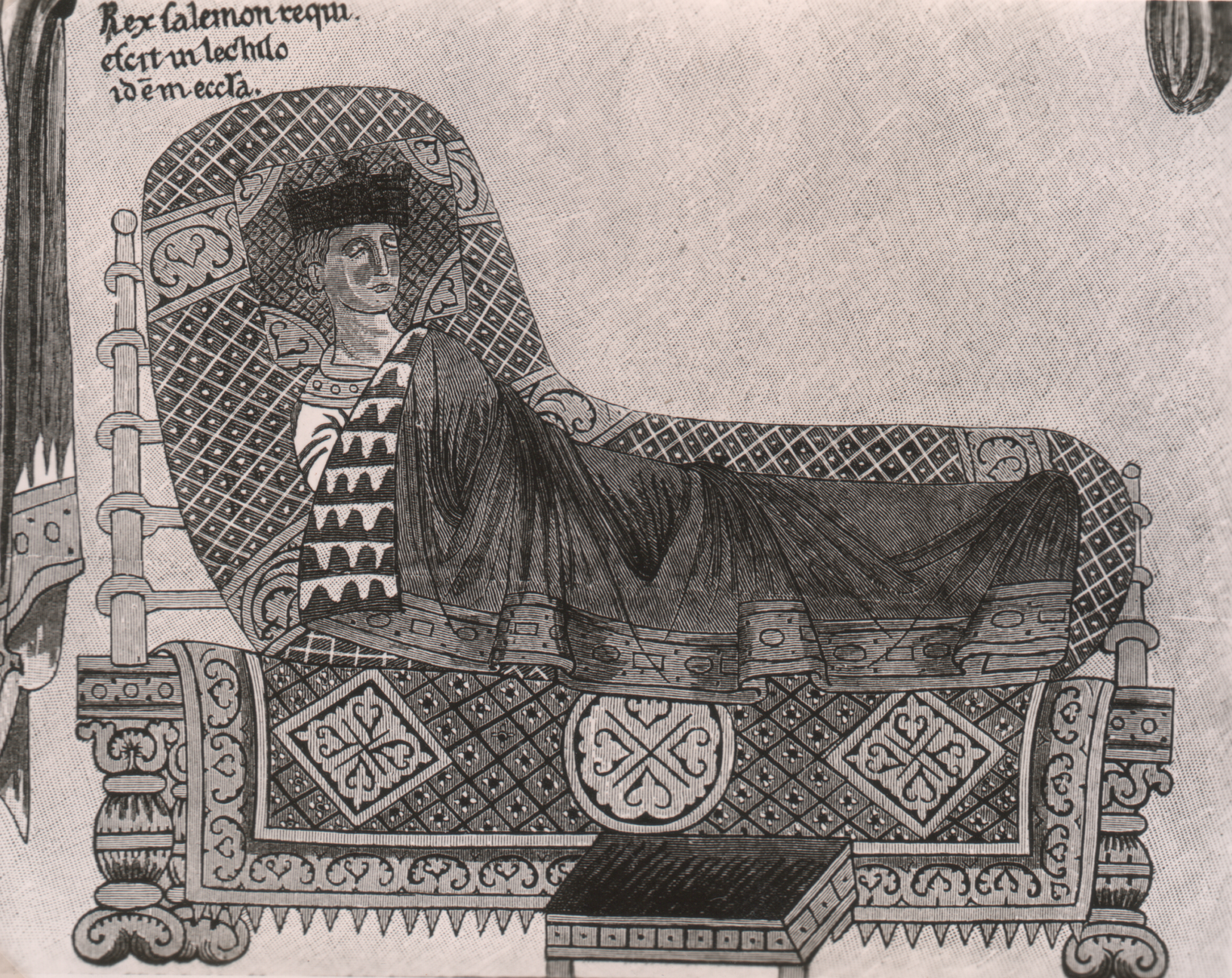
„Ein fürstliches Ruhebett“. Unterseite der Zudecke aus Fehwamme (ca. 1165)
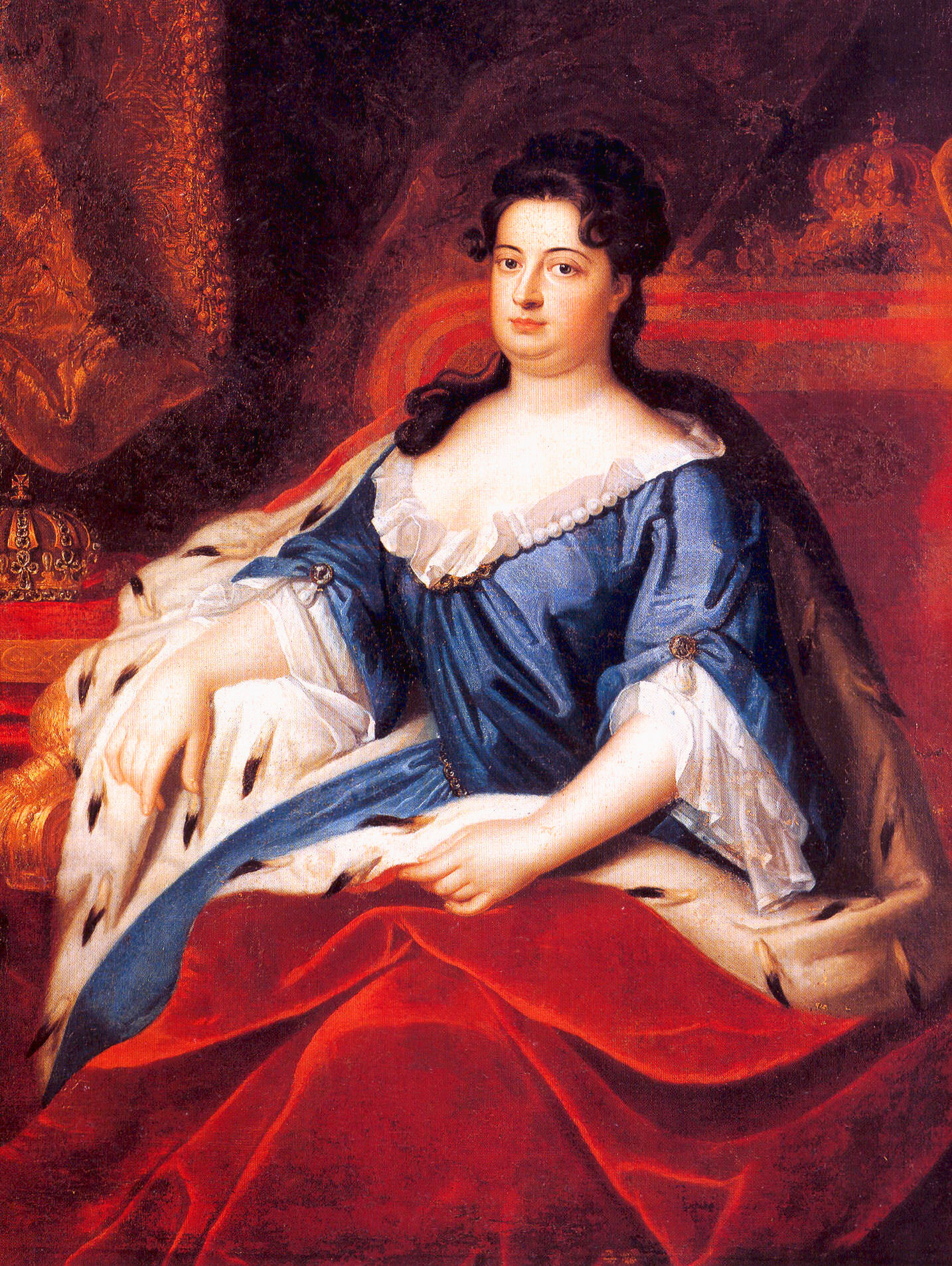
Königin Sophie Charlotte von Hannover. Hermelindecke als Adels-Insigne (1705)
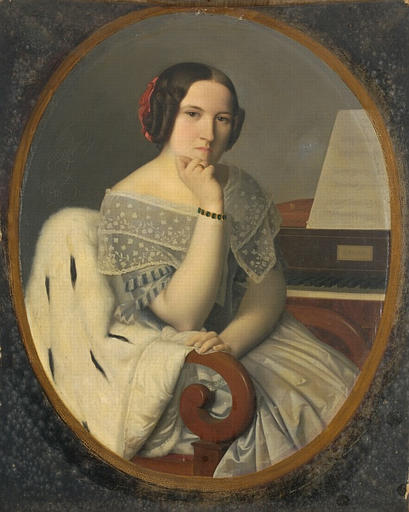
Bürgerliche Hermelindecke (Frankreich 1846)

### Industrielle Revolution bis heute

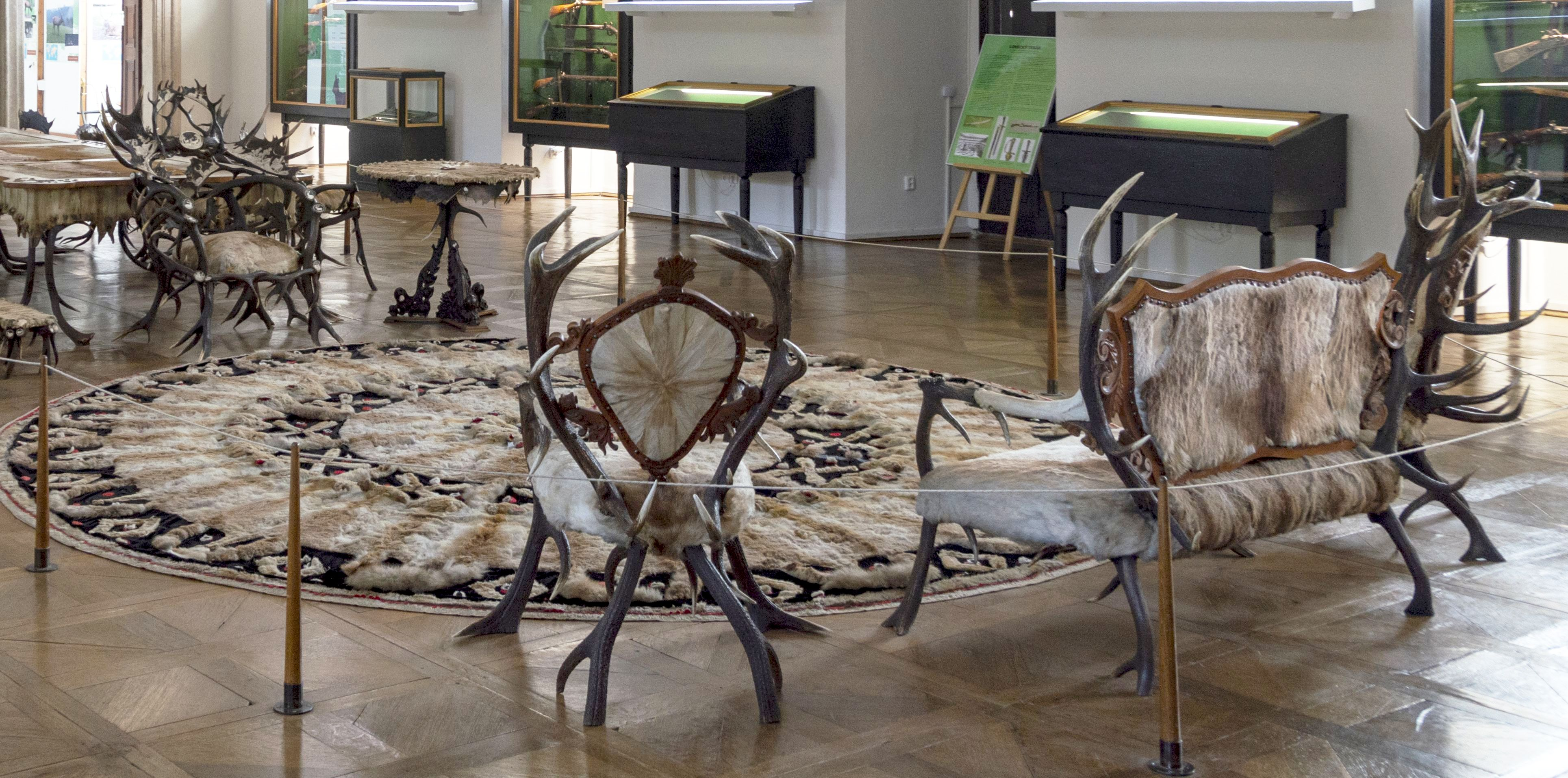
Jagdsaal im Schloss Ohrada in Tschechien. Teppich aus 47 Rotfuchsfellen mit ausgearbeiteten Köpfen, Sitze aus Geweihen mit Hirschfell-Bezügen (Foto 2024).

Die allgemeine Mechanisierung der Handwerke brachte auch der Kürschnerei einen gewaltigen Aufschwung. Mit der Erfindung der Pelznähmaschine gegen Ende des 19. Jahrhunderts ließen sich Pelze mit einem erheblich geringeren Lohnkostenanteil produzieren. Für die Herstellung von Pelzdecken war dies allerdings nicht von so erheblicher Bedeutung, wie für die Pelzbekleidungskonfektion, bei der jetzt aufwändige Arbeitstechniken angewandt wurden, die vorher aus Kostengründen kaum denkbar waren.
Im Jahr 1895 wird erwähnt, dass für eine Wagendecke meist acht bis zehn Fuchsfelle genommen wurden. Etwa dreißig Jahre später wurde nur noch selten ein Wagendecke aus Pelz verlangt, Eisenbahnen und Kraftfahrzeuge wurden nach und nach beheizt. Als beispielsweise Größe einer solchen Decke aus Naturkatzenfellen wurden die Maße 160 × 200 Zentimeter angenommen. Wenn sie einen gesteppten Rand bekam, „der gesteppte Tuchrand macht sich recht nett“, veranschlagte man vierzig Felle für die Decke. Jedes Fell sollte etwa eine Größe von 40 Zentimeter Länge und 20 Zentimeter Breite aufweisen, zehn Felle für die Breite und vier für die Länge.
Um 1900 waren, damals als „Mosaikarbeiten“ bezeichnete, Felldecken besonders aktuell. Sie wurden allerdings weniger als Zudecken benutzt, sondern als kleine Teppiche (Vorleger). Neben den häufigen Vorlegern aus naturalisierten Fellen, teils mit ausgearbeitetem Kopf, fanden sie sich gelegentlich in den Wohnzimmern und Salons. In Wien hatten es einige künstlerisch begabte Kürschner zu einer besonderen Meisterschaft in der Gestaltung von Pelzbildern gebracht, wie etwa große Doppeladler, Huldigungsadressen und Flaggen einer Seeschlacht. Ein Wiener Kollege schrieb, dem Zeitgeschmack entsprechend: „Meist hat der Kürschner schöne Hunde auf Decken zu arbeiten, die den Besitzer des eingegangenen Tieres immer an dasselbe erinnern sollen. Auch Hirsche und Rehe werden zu Vorlegern gearbeitet. Der Fellvorleger wird entweder mit naturalisiertem Kopfe, wie bei Hunden, Füchsen, Bären, Leoparden und anderen Tieren, geschaffen, oder man schneidet den Kopf knapp hinter den Ohren weg und rundet ab, wie bei Hirsch- und Rehvorlegern.“
Eine besondere Beachtung fand auf der Weltausstellung Paris 1900 ein Pavillon der Firma Revillon Frères, die im Palais de Costume einen kleinen mittelalterlichen Laden nachgestellt hatte. Die Seitenwände waren mit zwei großen Teppichen bekleidet: „Der eine dieser Teppiche, deren Grund aus Sealbisam bestand, war mit grossen und kleinen naturalisirten Cravaten aus aller Art von Füchsen, Marder, Zobel, Hermelin, Chinchilla, Schuppen, u. s. w., reich dekoriert, während der Andere die hauptsächlichsten Werkzeuge des Kürschners: Messer, Zange, Kamm und Klopfstecken aus Pelz hergestellt trug. Dieser zweite Teppich, der durch einen Querstreifen von Fehwammen in zwei Teile getrennt war, hatte als Decoration ausserdem noch, einen Kragen und Muff von Hermelin, Pelzhandschuhe von Fischotter, Pelzmütze, einen naturalisierten Rothfuchs und Arabesken aus blaugefärbten Carakul“. – Den Boden ihres Pavillons hatte Revillon Frères mit einer Decke aus 22.000, mit feinstem Leder galonierten Nerzschweifen ausgelegt, mit der einige Jahre zuvor erfundenen Pelznähmaschine genäht, „die schöne und exakte Arbeit erregte allseitige Bewunderung“.
Der Kürschnermeister August Dietsch, geboren 1901, erinnerte sich in einem Artikel in der DDR-Fachzeitschrift Brühl:

„Fahrpelze haben wir mit australischen Opossum, Seefuchs, Waschbär und schwarzen Schaffellen gefüttert, Straßen-, Reise- und Reitpelze mit leichteren Fellarten. Wagendecken waren für die begüterten Kreise ebenfalls ein sehr begehrter Artikel für offene Wagen. Als Material wurde dafür Fuchs, Waschbär, Wolf und Dogs (Hund) eingesetzt. Am meisten wurden vom wohlhabenden Bürgertum und Großagrariern solche Wagendecken gekauft, die aus leichteren Materialien gearbeitet waren, wie Guanako (Lama guanicoe Müller), Vicunā (Lama vicugna Molina) und Alpaca (Lama guanicoe pacos Linné). Ich erinnere mich, daß sich die Kunden aus Hochfinanz und Adel sogar Wagendecken aus Blaufuchs und amerikanischem Zobel leisteten. Ihre Kutscher statteten sie mit schweren Fahrpelzen - natürlich aus einfachen Fellen - aus, die meist mit einer Pelerine und Mütze aus schwarzem, amerikanischem Baribal vervollständigt waren.“

Von den in den südlichen Meeren die Schiffe begleitenden Albatrossen wurde berichtet, dass die Matrosen sie häufig fingen, um sich aus den Fellen wärmende Decken zu machen. Bis etwa Ende des ersten Drittels des 20. Jahrhunderts waren noch Galanteriewaren und kleinere Pelze aus verschiedenen Arten von Vogelfellen in Mode. Zu der Zeit wurden auch sehr attraktive Decken, unter anderem aus Eiderenten- und Kormoranfellen hergestellt.
Modekönig Karl Lagerfeld erklärte im Oktober 1996 der Zeitschrift Stern: „Im Sommer schlafe ich unter einer weißen Hermelindecke, im Winter unter Zobel“.
In Deutschland propagiert der Jagdverband die Nutzung der anfallenden Rotfuchsfelle, seit 2011 findet mit Hilfe von Sponsoren ein jährlicher Modellwettbewerb dazu statt. Der derzeitige Fellpreis stellt allerdings keinen allzu großen Anreiz für das Abbalgen dar, eine erhebliche Anzahl von Jägern lässt sich jedoch Decken aus ihren Fellen arbeiten.Stand 2018

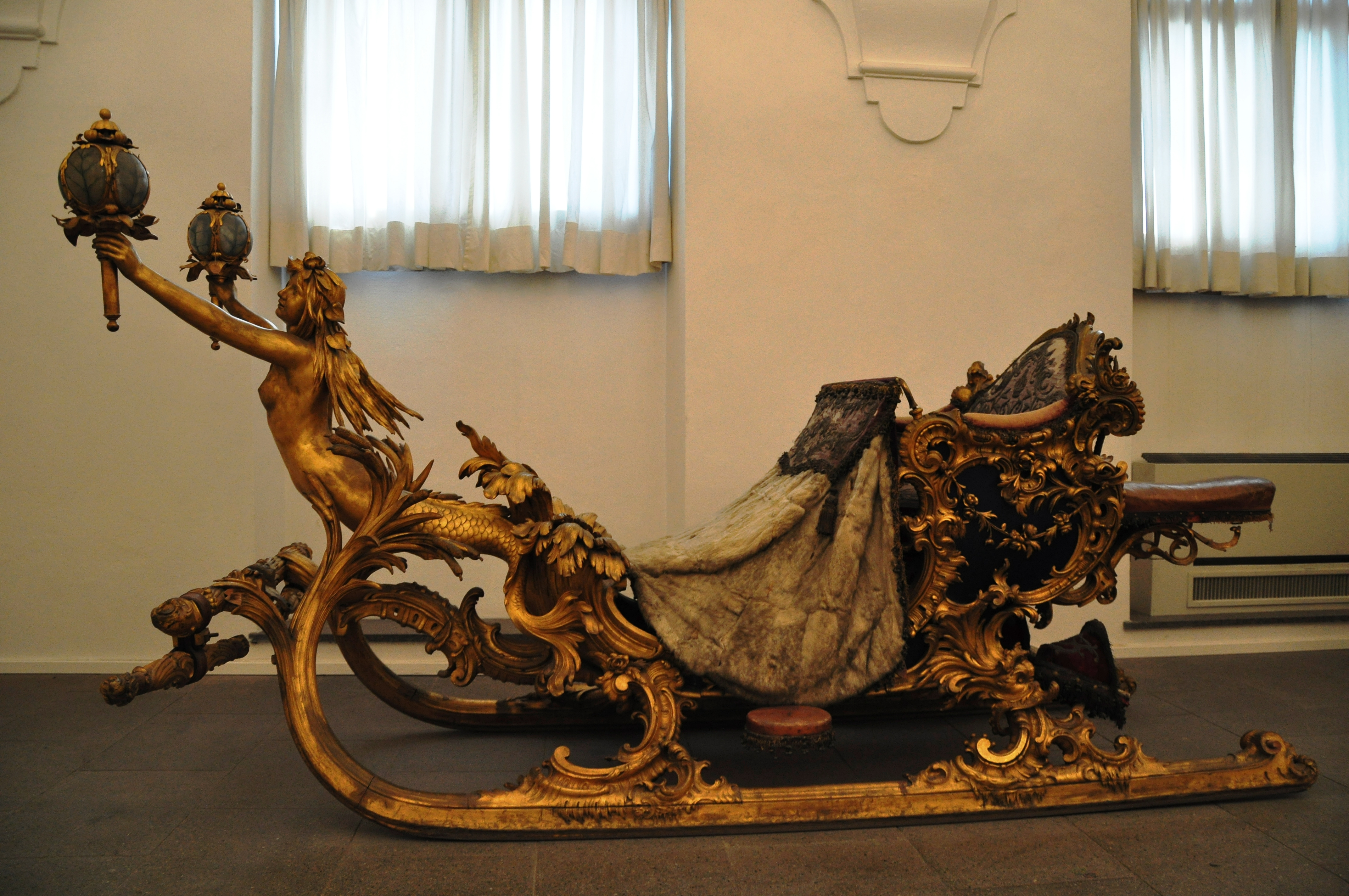
Schlittendecke auf einem Prunkschlitten des Jahres 1881 (Kutschenmuseum Nymphenburg)
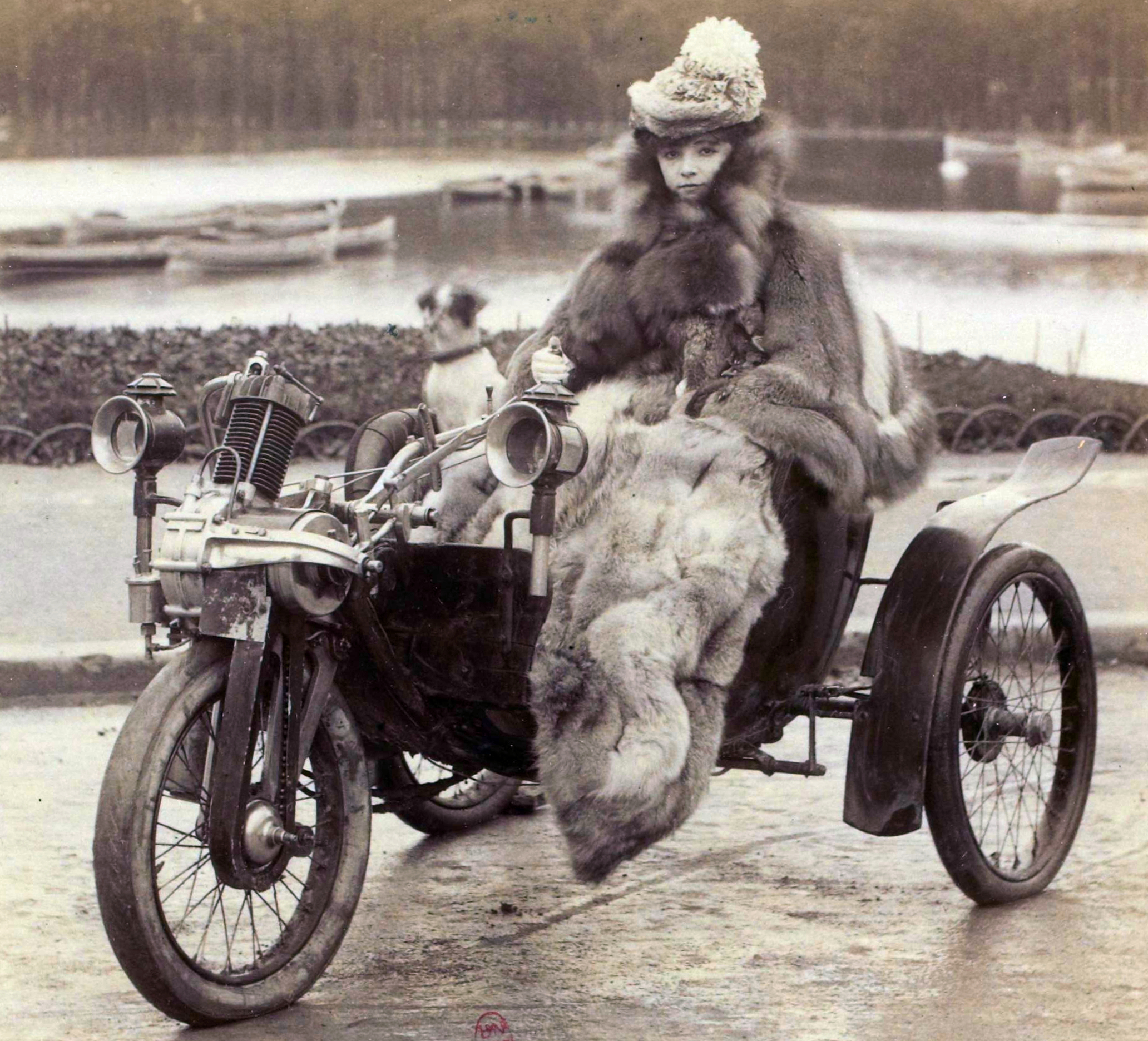
Automobil-Pelzdecke aus Coyotenfell, Fahrerin im Fuchscape (1900)
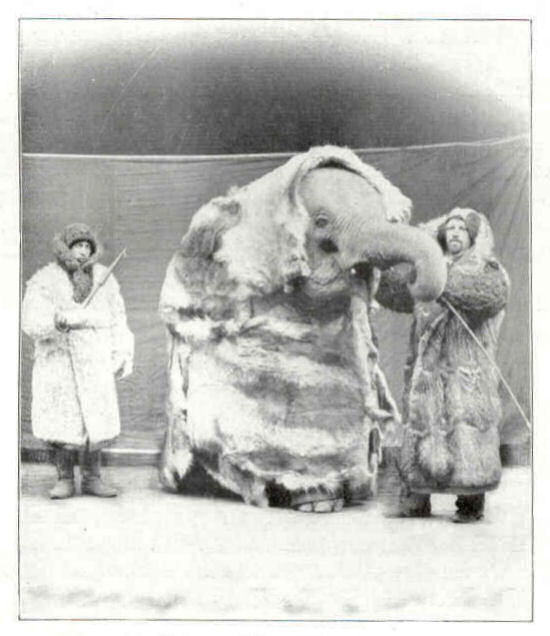
Elefant bei minus 40 Grad (1900)
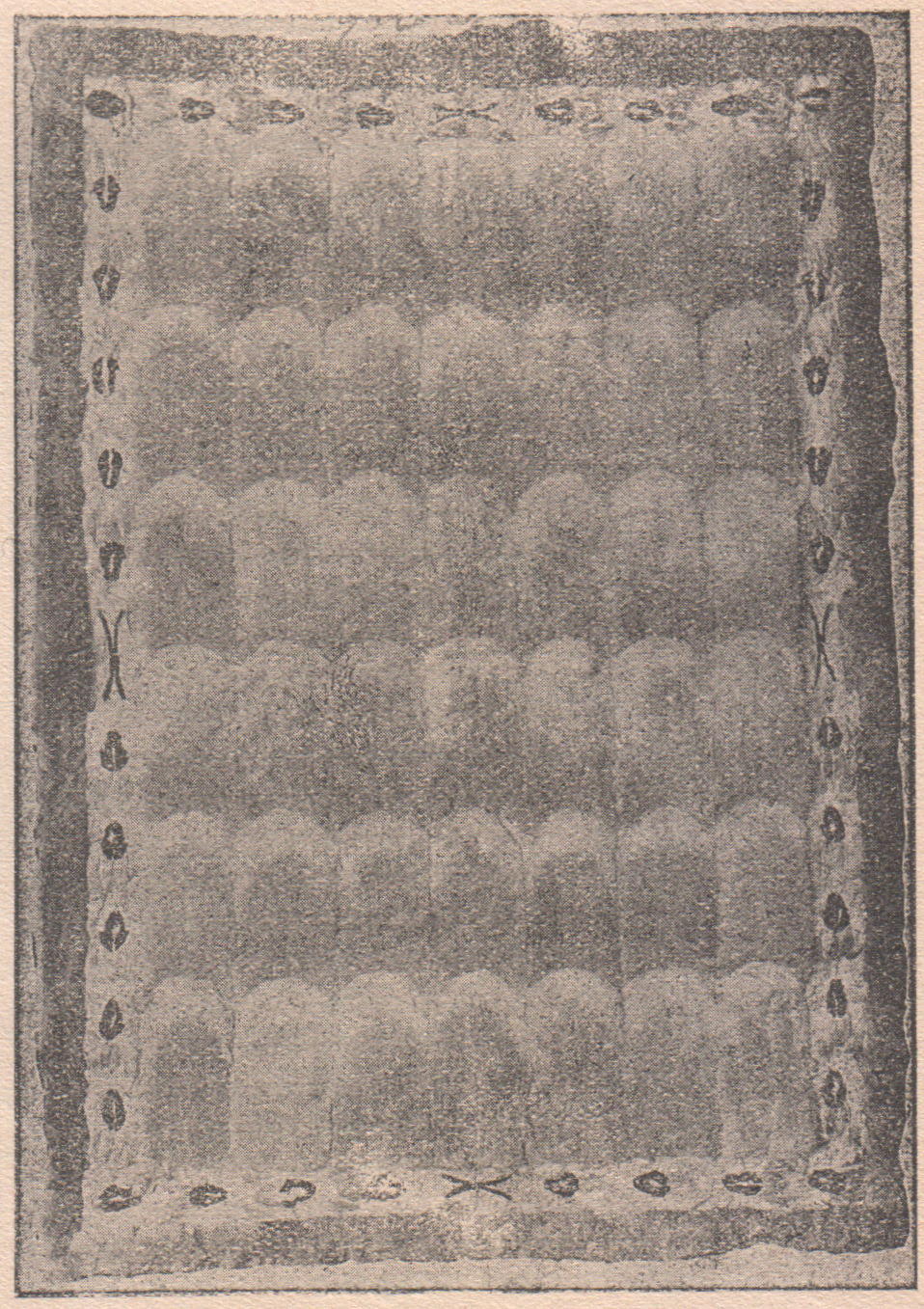
Eiderente, Hals und Nackenfell (1918)
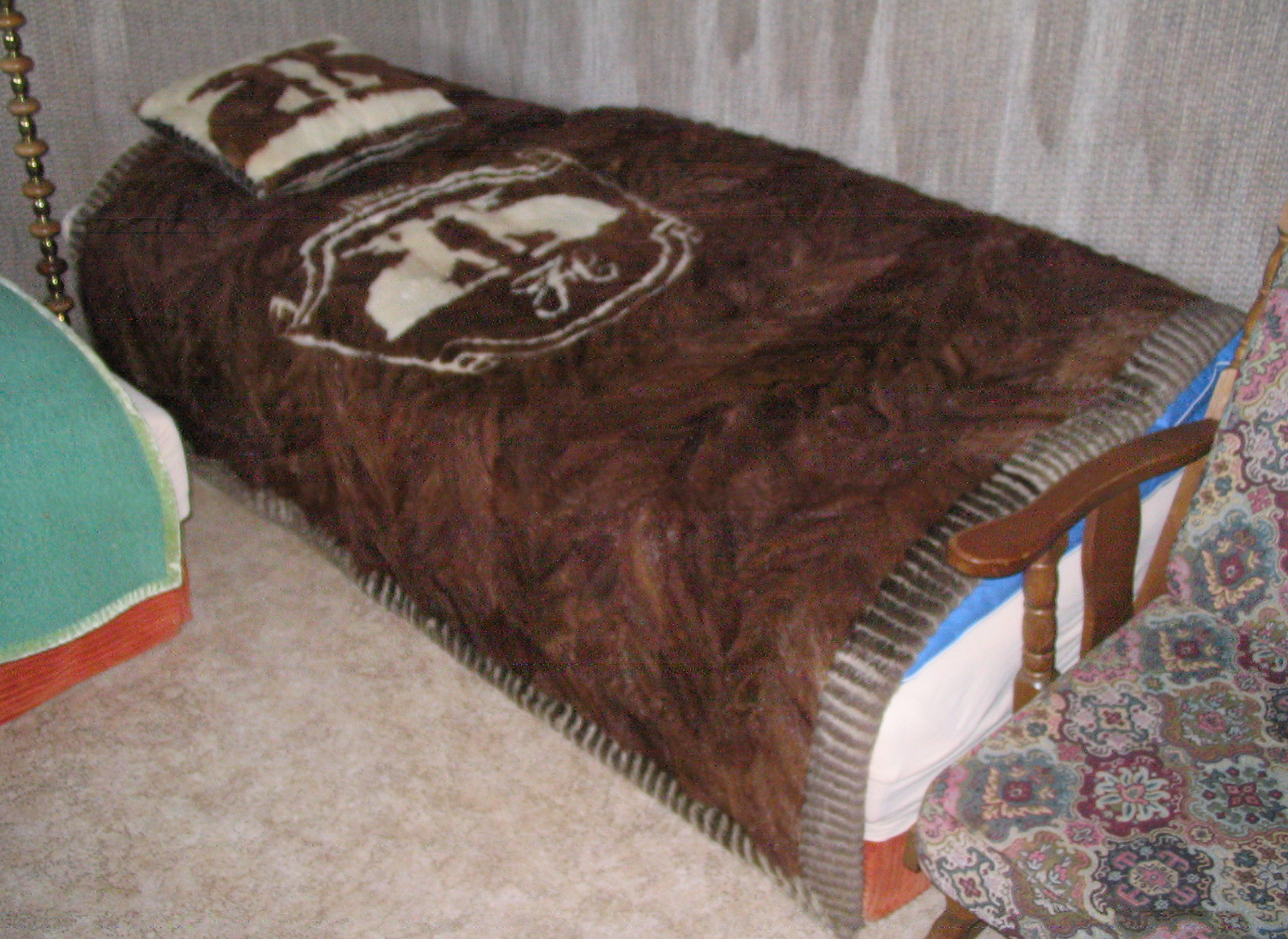
Nutriastücken (Lehrlingsarbeit, etwa 1987)
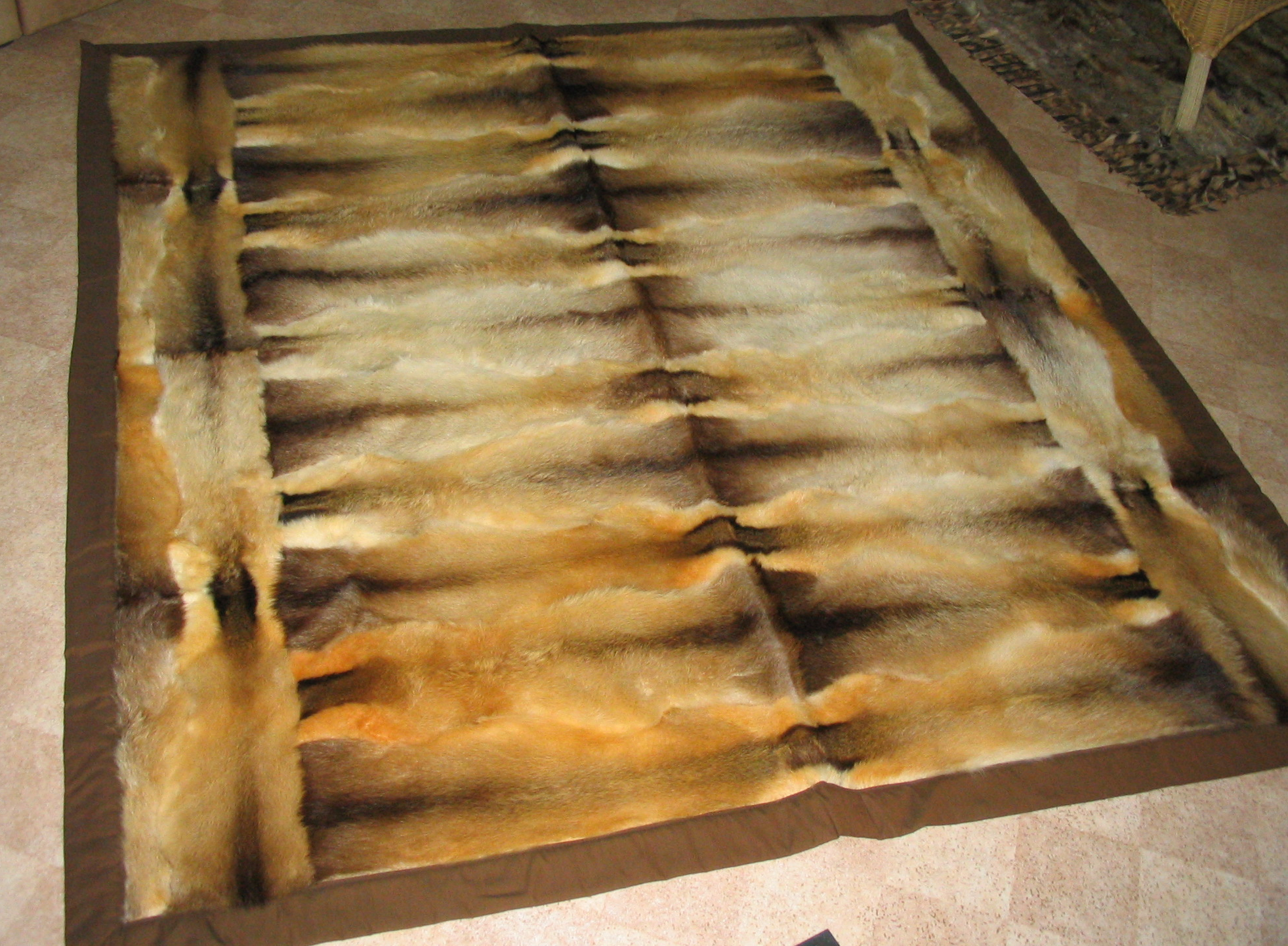
Pahmi (etwa 1990)
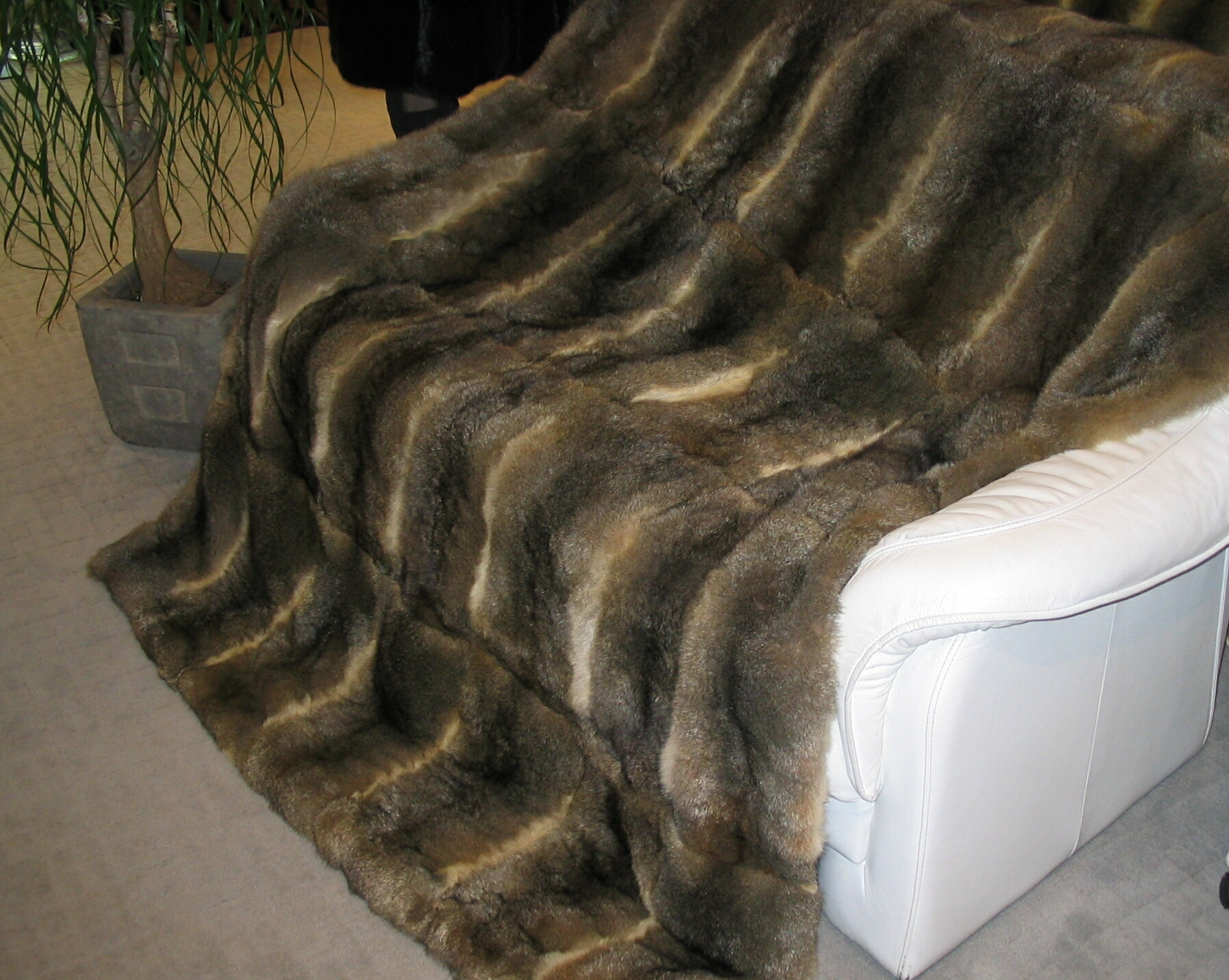
Possum (2009)

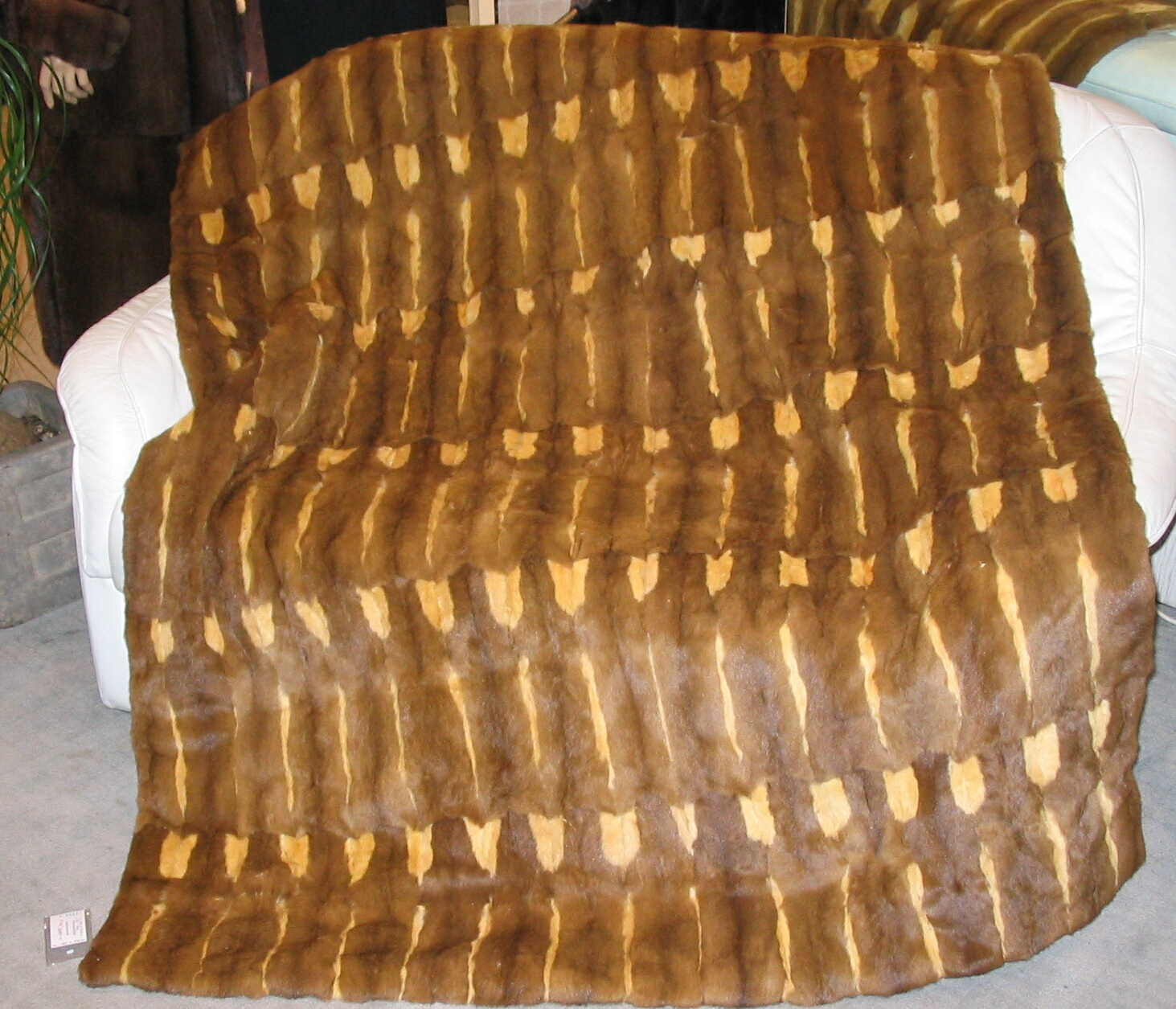
Wieselfell, Pine-Weasel (2010)
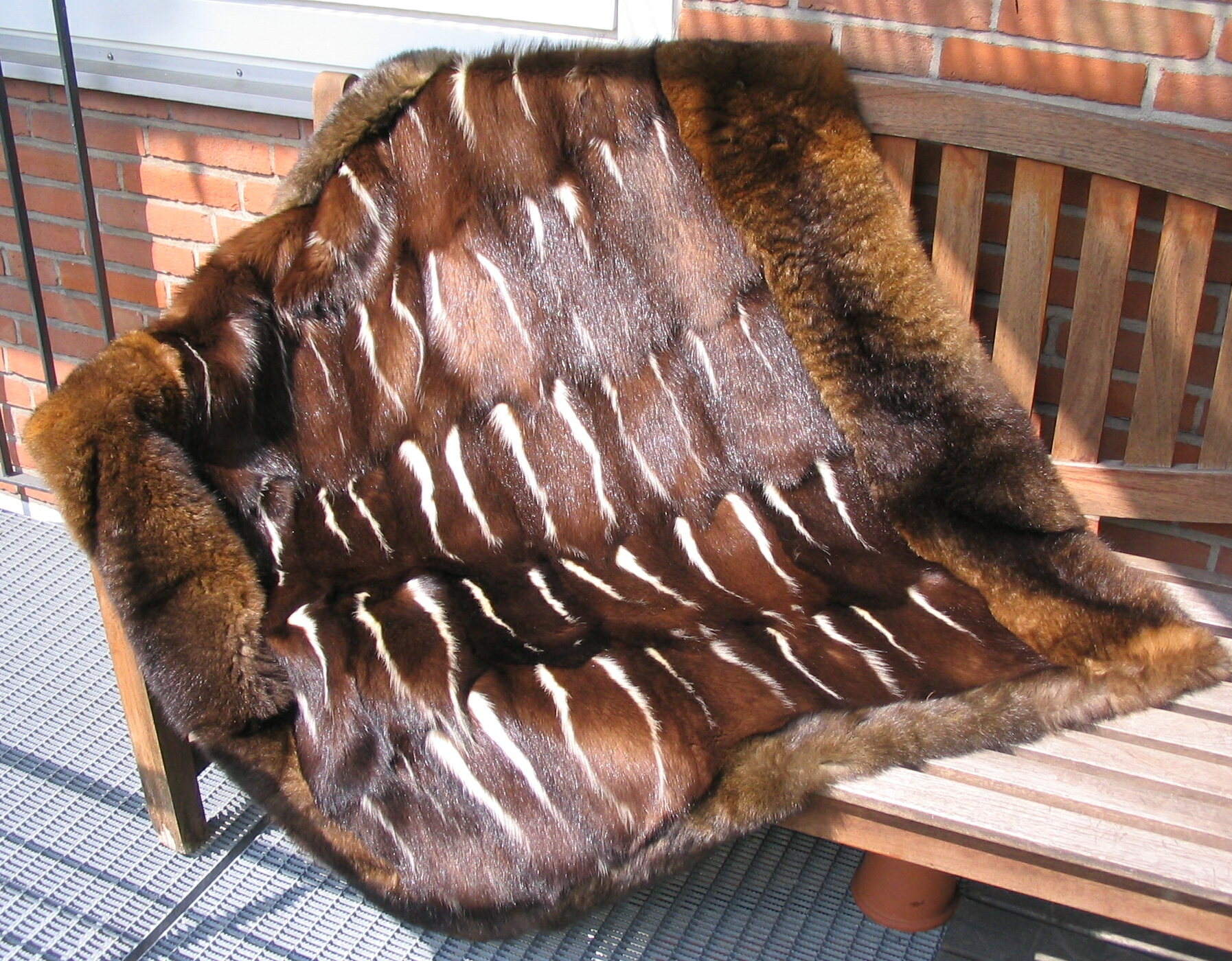
Südamerikanisches Skunkfell, Umrandung Possumfell (2010)
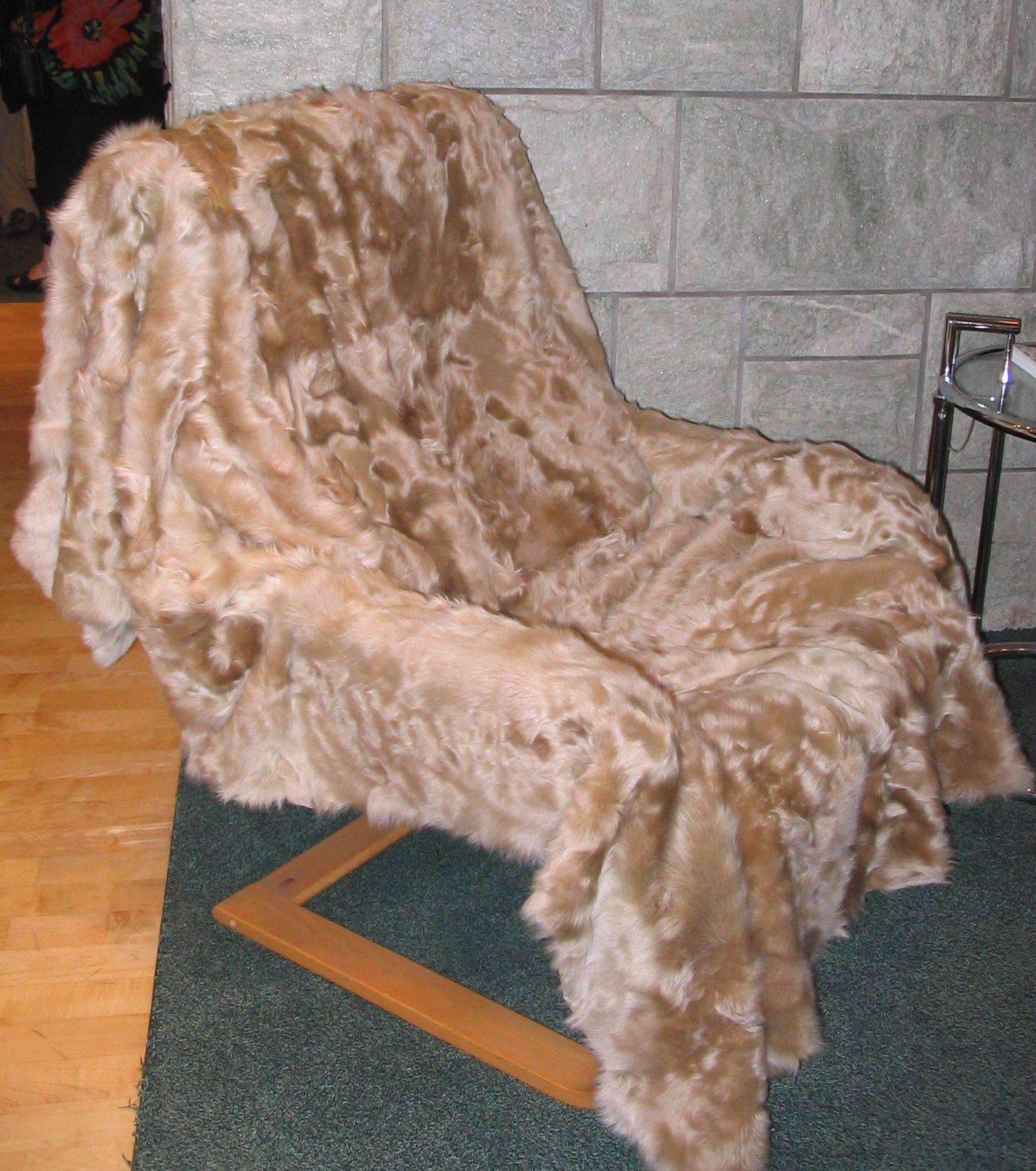
Chekiang-Lamm (2011)
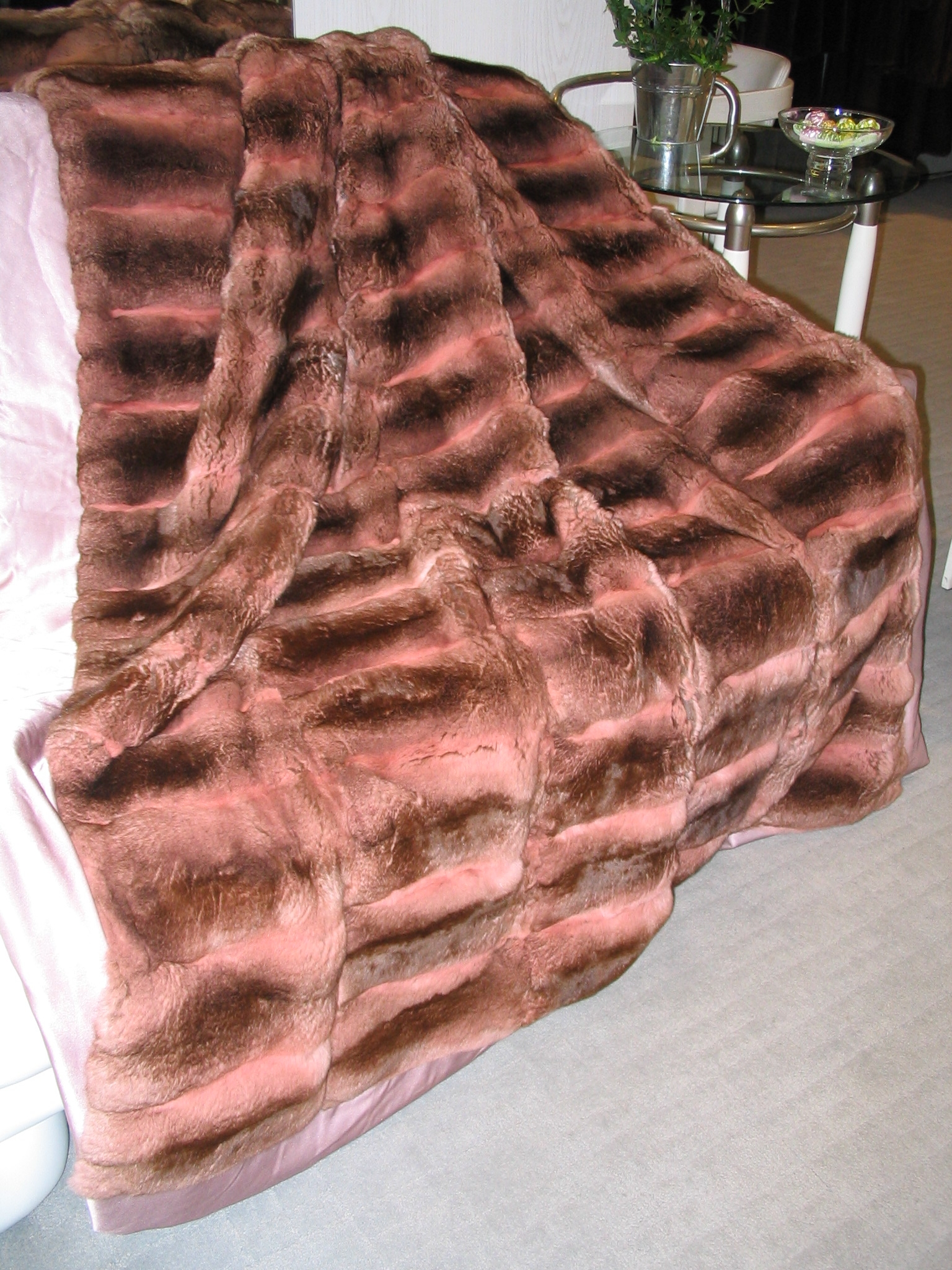
Chinchilla (2009)
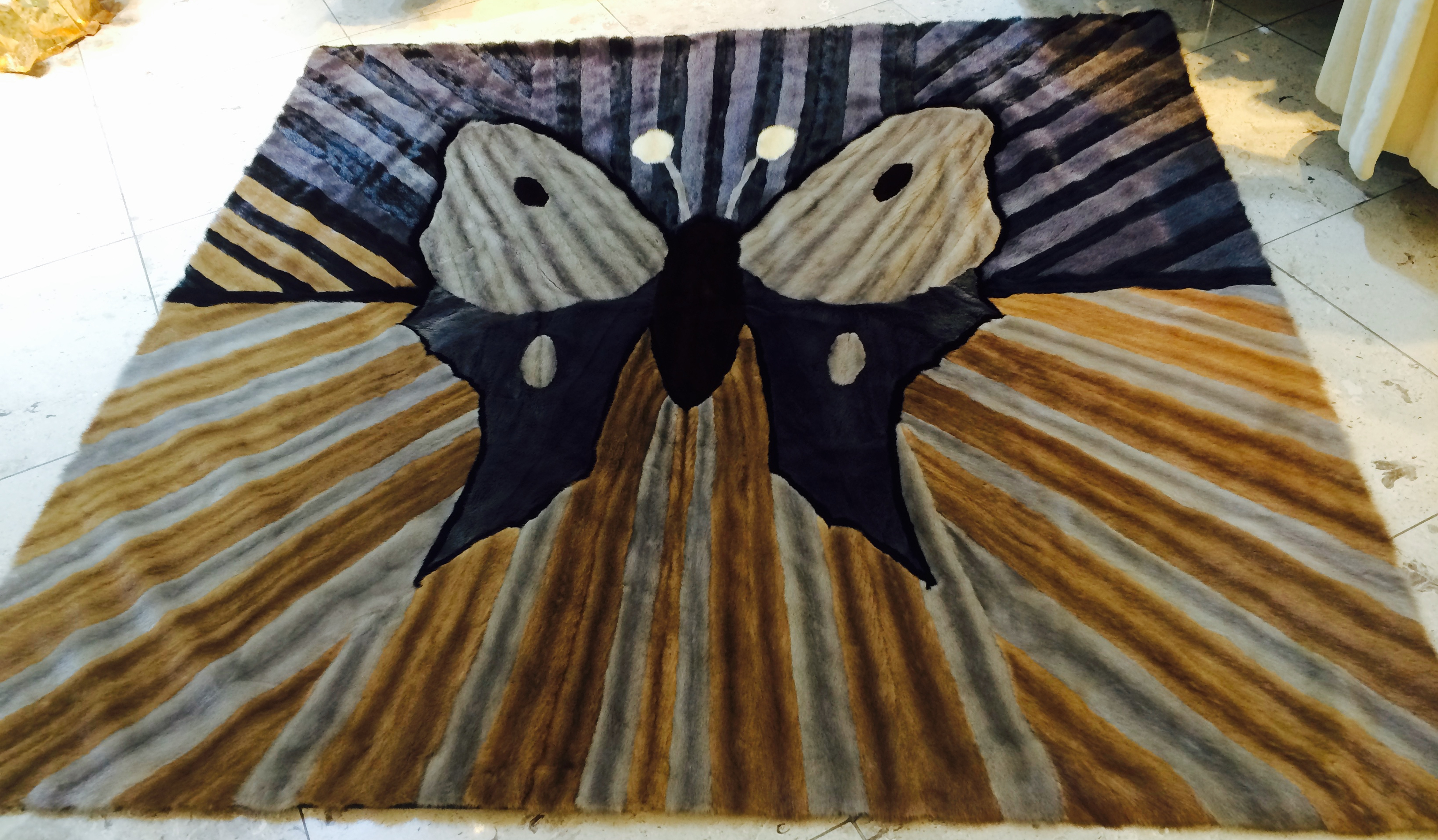
Nerz (2015)
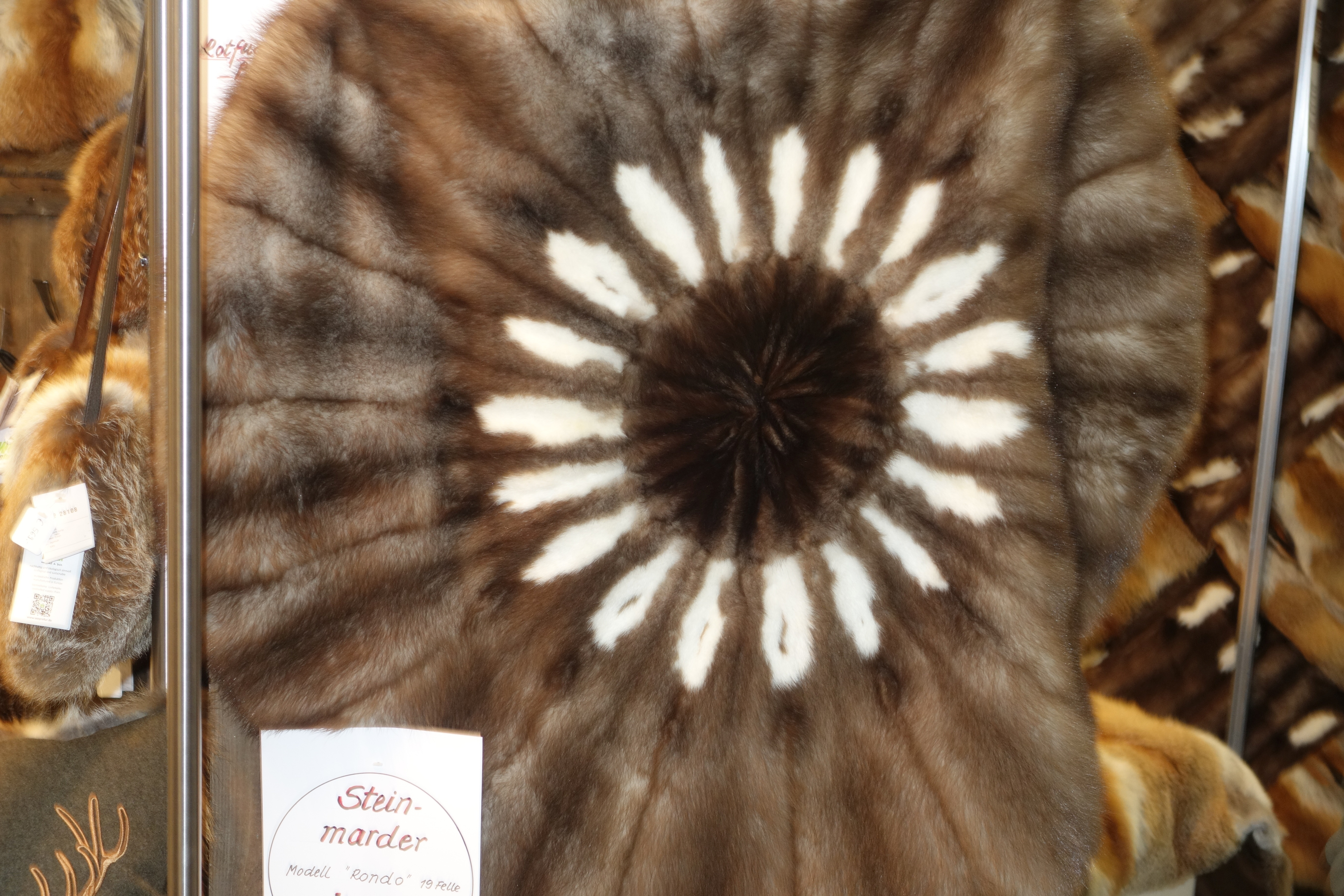
Steinmarder (2020)

#### Handel
Noch um 1950 waren sogenannte Dogmats, Dogrugs und Dogrubes, Tafeln aus Hundefell, aus China kommende Handelsartikel. Dogmats waren etwa 50 × 100 Zentimeter groß, Dogrugs aus zwei mandschurischen Hundefellen maßen 40 × 160 Zentimeter und Dogrubes aus vier mandschurischen Fellen 70 × 170 Zentimeter. Diese englischsprachig als Decke beziehungsweise Teppich bezeichneten Tafeln, wurden nur in einem geringen Teil als solche verwendet, sie dienten als Pelzhalbfabrikate zur Weiterverarbeitung, nach dem Aufkommen der Kraftfahrzeuges zum Beispiel als Automobilistenmäntel für Männer.
In einer Untersuchung der Kürschnerei im sächsischen Frankenberg aus dem Jahr 1895 werden Fußteppiche und Bettvorlagen aus Lammfell erwähnt, die von den dortigen Kürschnern noch in gleicher Menge angefertigt wurden, während die Nachfrage nach Fußsäcken bedeutend geringer geworden war. Für die Decken wurden die weniger starken Lammfelle verwendet, die von den Kürschnern noch selbst beim Erzeuger gekauft wurden, entgegen den meisten anderen, über den Pelzgroßhandel bezogenen Fellarten.
Ein Hamburger Fell- und Felldeckenhändler beklagte 1974, dass die Endverkäufer oftmals eine zögernde Haltung in Bezug auf Disposition, Marketing und Präsentation der Decken hätten. Er wies die Kürschner gleichzeitig darauf hin, da „das in einer Decke verarbeitete Material aber auch qualitativ den europäischen Konfektionsansprüchen entspricht, ist es andererseits ebensogut als Material für Jacken, Paletots, Capes und Mäntel verwendbar. Und hier sind die Vorteile: gleichmäßiges, vorsortiertes Material, kein Ausfall durch Rohschuss oder Sortierung, eine billigere Kalkulation, da die Decken in praktisch allen Ursprungsländern die gleich große Exportvergünstigung erhalten wie Konfektion“.

## Verarbeitung

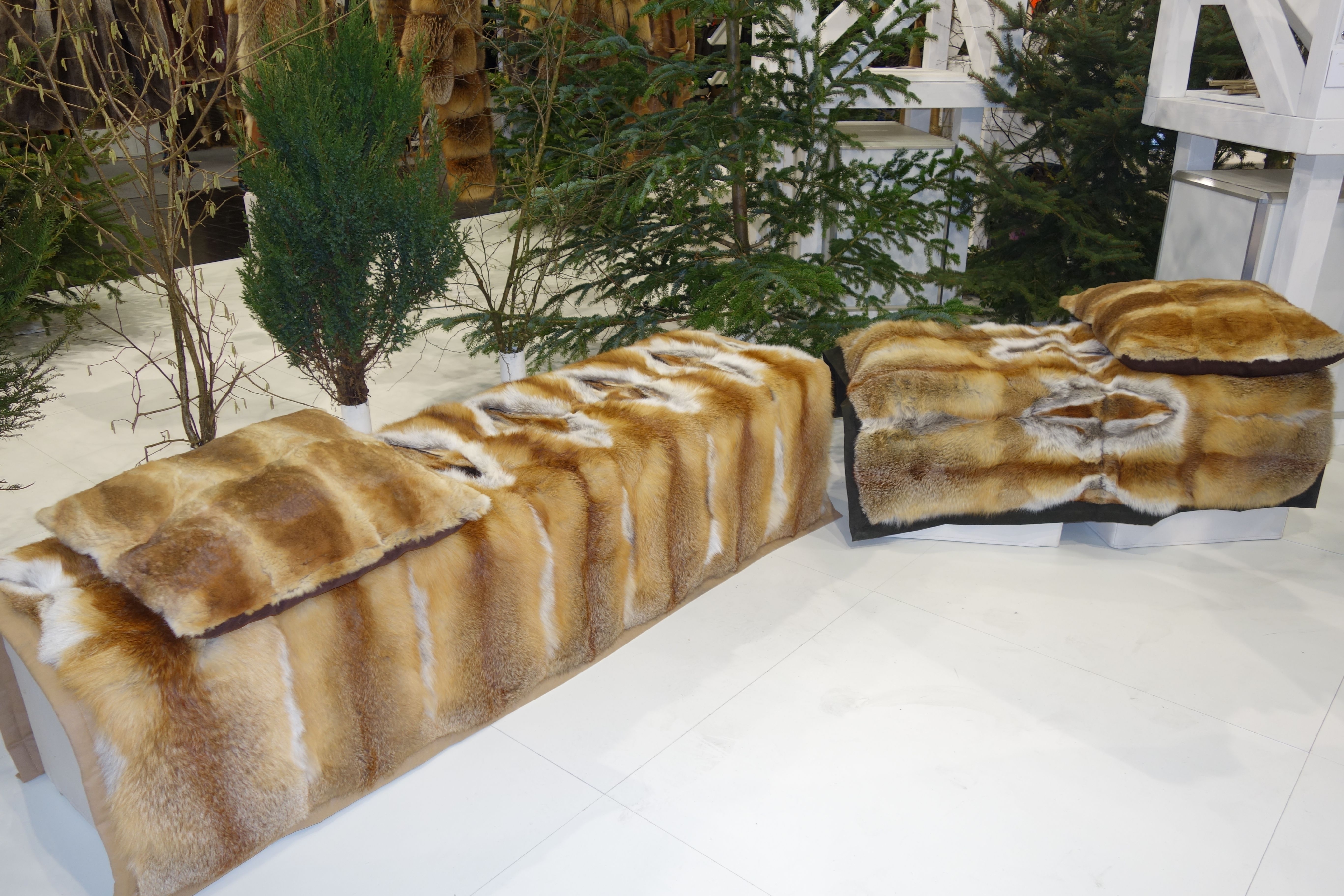
Rotfuchsplaids mit mitverarbeitetem Pfotenfell

Für eine als Beispiel erwähnte Wagendecke aus Naturkatzenfellen aus dem Jahr 1928 wurde als Arbeitsanweisung angegeben: „Wir schneiden uns die Katzen gleich groß zu und setzen sie dann zusammen, darauf achtend, dass die Grotzen gut zusammenlaufen und auch eine egale Streifenwirkung erzielt wird. Dann zwecken wir, reiben nach dem Trocknen die Felle weich und wattieren. Hierauf heften wir das Tuch und vernähen ringsum. Handelt es sich um Felle, die mit Schweifen um die Decke verarbeitet werden, wie seinerzeit bei Füchsen, dann wird besser verzogen als vernäht. Während bei einer Katzendecke die Felle alle nach einer Richtung laufen können, wird man bei Fuchsdecken die Felle von der Mitte auseinander laufen lassen, um an den beiden Seiten die Schweifwirkung zu erzielen“.
Für europäische Rotfüchse hat die Firma Hofstetter in Rötz wohl als erste eine attraktive, materialsparende Verarbeitung entwickelt. Die Felle werden dabei wie üblich in zwei Bahnen nebeneinander gesetzt, jeweils etwa sieben bis acht Stück. Die schmalen Kopfpartien werden mit den sonst abfallenden Pfoten auf die Rumpfbreite des Felles ergänzt. Die beiden Streifen werden mit den Köpfen aneinandergenäht, im Haar scheitelnd. Das Ergebnis ist ein sehr ansprechendes Bild, und das Plaid gewinnt durch das Langziehen der Köpfe zusätzlich an Breite, ohne dass die Felle ausgelassen werden müssen (Standardmaße: 140 × 200 und 130 × 180 Zentimeter).
In der Regel ist eine Felldecke aus ein und derselben Pelzart gearbeitet. Daneben werden Decken mit Ornamenten oder Bildmotiven gearbeitet, die aus unterschiedlich gefärbten Fellen derselben Pelzart oder aus verschiedenen Fellsorten gefertigt sind. Bei der Umgestaltung getragener Pelze, Jacken und Mäntel, zu Decken werden häufig ebenfalls mehrere Fellarten zu einer Decke vereint.
In Zeiten, in denen die Felldecken als Wärmeschutz noch eine große Bedeutung hatten, wurden nur die besseren Decken mit Tuch abgefüttert. Für die einfacheren Qualitäten nahm man kräftige, rustikale Stoffe, wie Jute, Rupfen oder Filz. Filz war und ist immer noch ein beliebtes Material für in Naturform belassene Einzelfelle, da er offenkantig verarbeitet werden kann, ohne auszufransen. Der über das Fell hinausstehenden Filzrand wird häufig mit einer Zackenschere berändert. Als Zwischenfutter dienten zusätzlich wärmende Einlagen wie Watteline oder Watte. Ein Pikieren der Lederseite mit einem leinenbindigen Stoff (Pikierstoff, Batist) erhöht die Reißfestigkeit der Decke.
Gern wird auch sonst ein dekorativer, die Decke vergrößernder, eventuell mit Steppnähten versehener Stoffrand angearbeitet. Dies findet bereits im Jahr 1891 Erwähnung in einem Fachbuch. Eine Besonderheit ist dort, dass man das Futter vor dem Verrutschen gegenüber dem Pelz nicht durch Anschlagnähte hält: „Damit das Futter guten Halt hat, macht man von dem Futtertuch mit Holzformeinlage Knöpfchen, die man in regelmäßigen Abständen wechselständig zur Verbindung mit der Decke daraufnäht“.

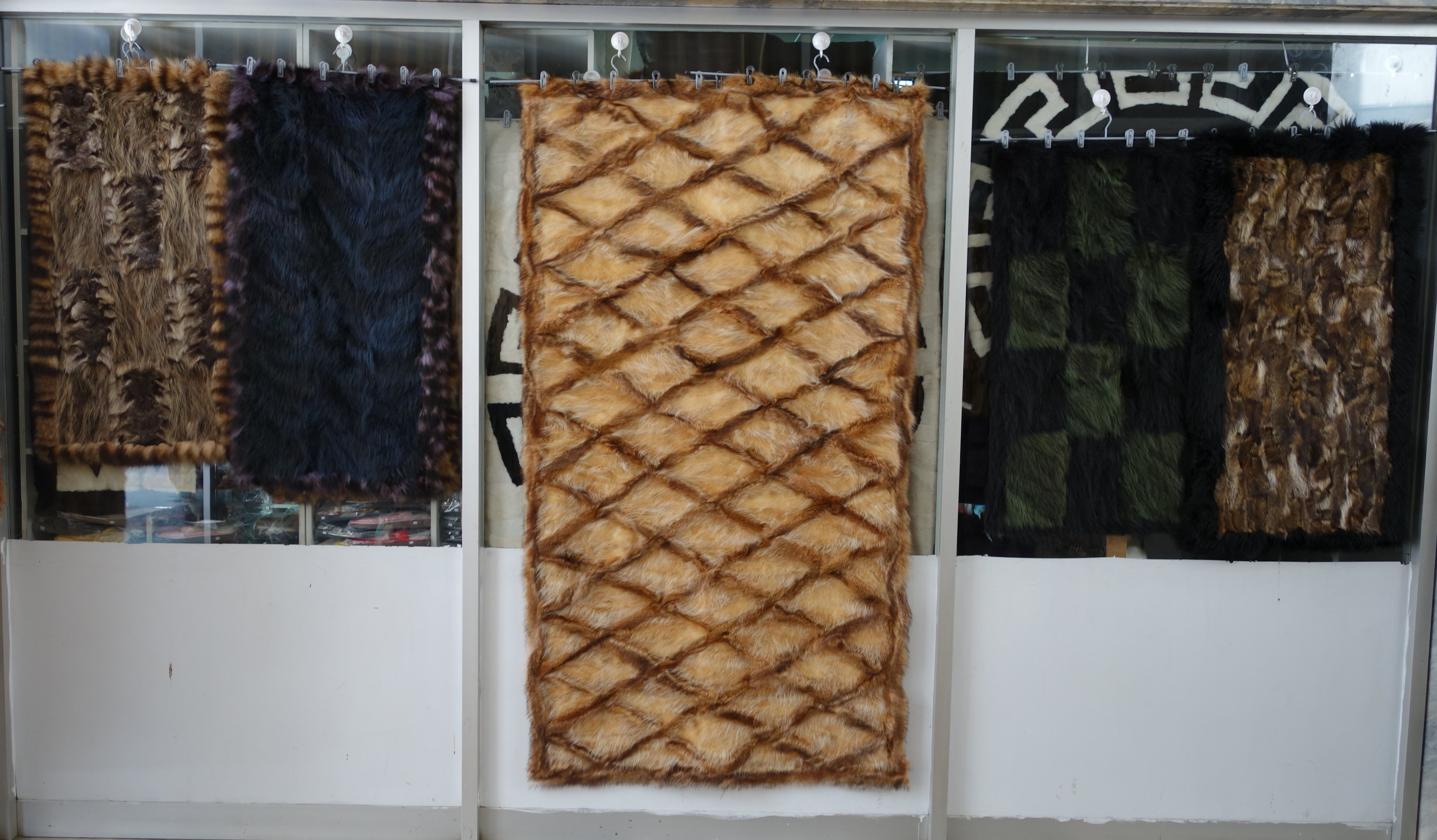
Vorleger, angeboten in der griechischen Kürschner-Stadt Kastoria (2014)
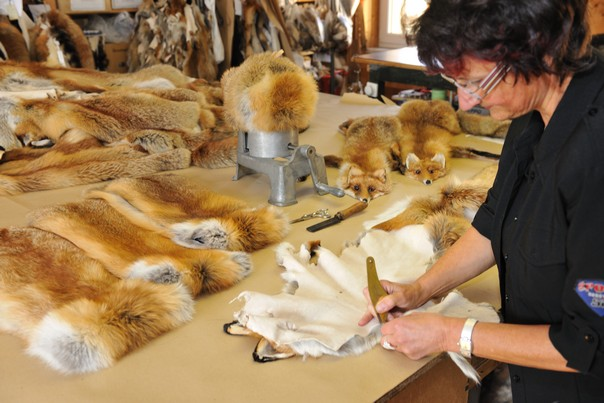
Rotfuchsfelle werden für eine Decke zugeschnitten (2009)

Felldeckenverarbeitung im Jahr 1895
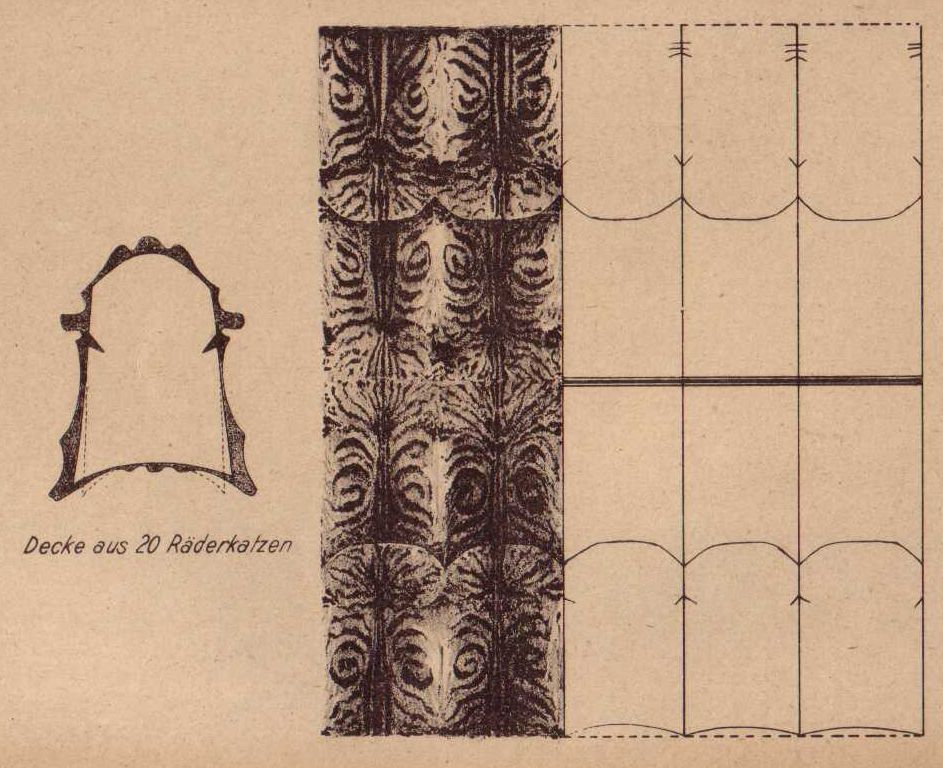
Räderkatzendecke
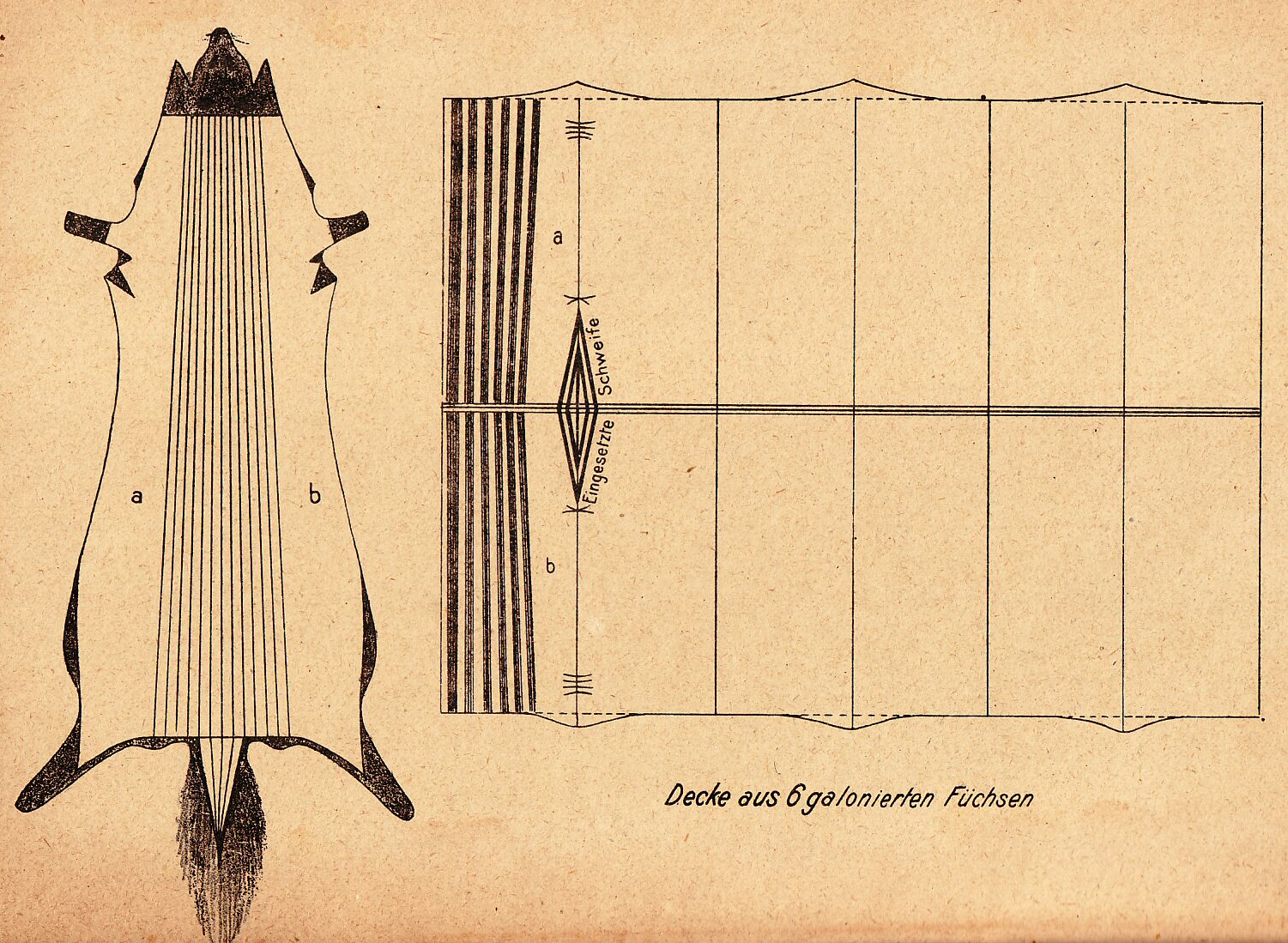
Galonierte Rotfuchsdecke
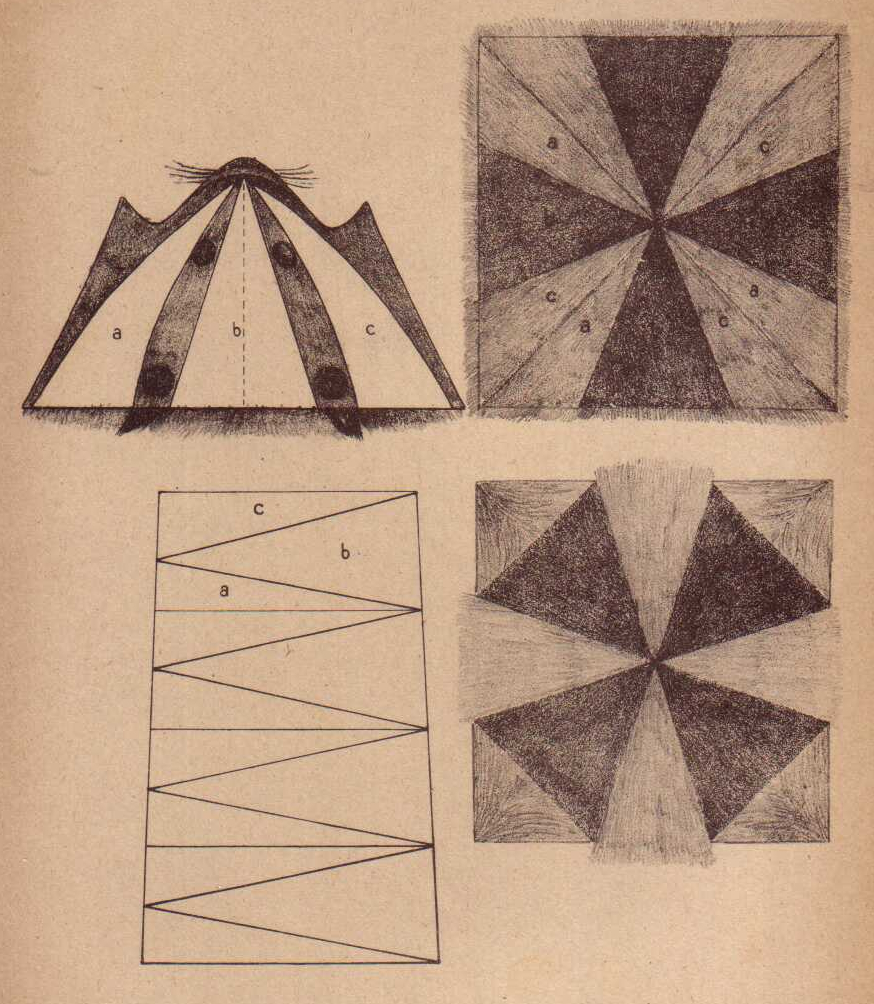
Bisamköpfe, Beispiel für das Zusammensetzen von Bisamfell-Kopfstücken
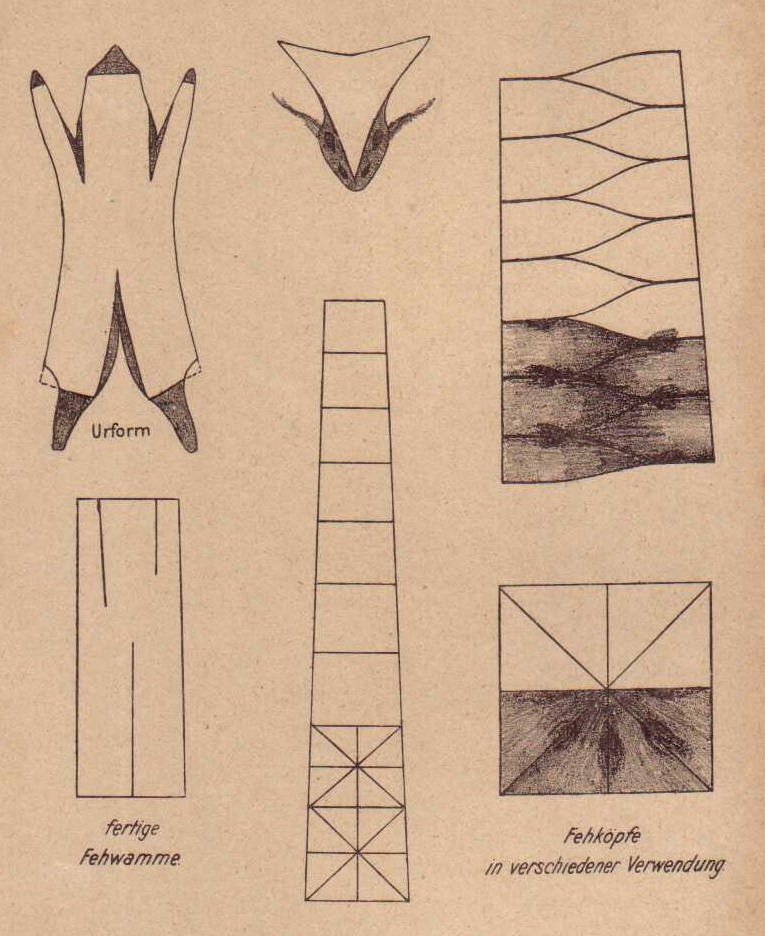
Rechts Beispiel für eine Fehfell-Resteverwertung
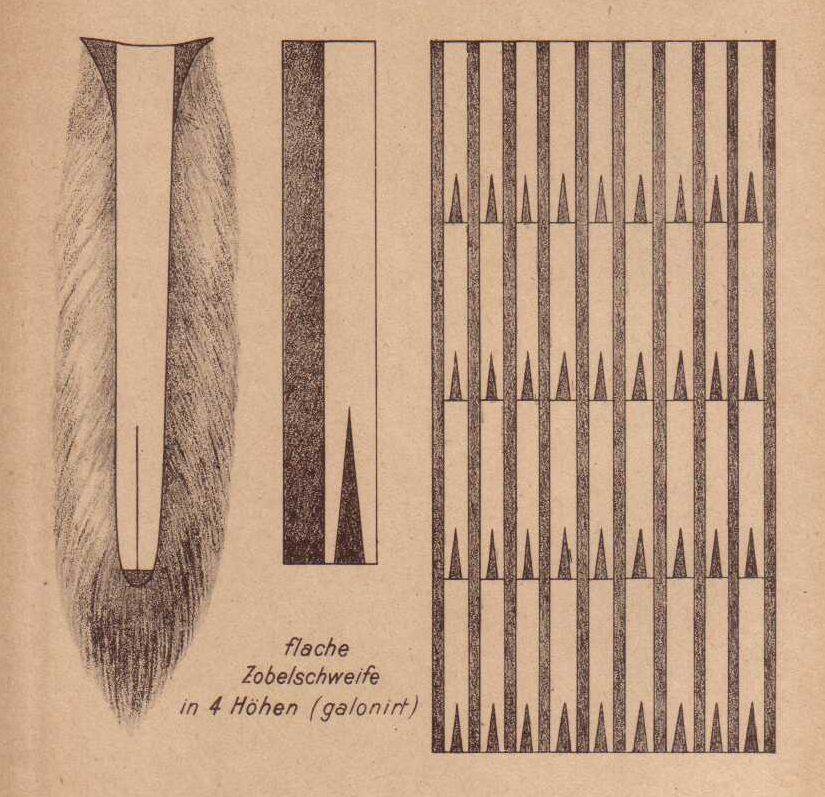
Beispiel für das Zusammensetzen galonierter Zobelschweife

Umgestaltung eines getragenen Pastell Nerzmantels in eine Felldecke (Pelz-Atelier Lang, Kaiserslautern, um 2020)
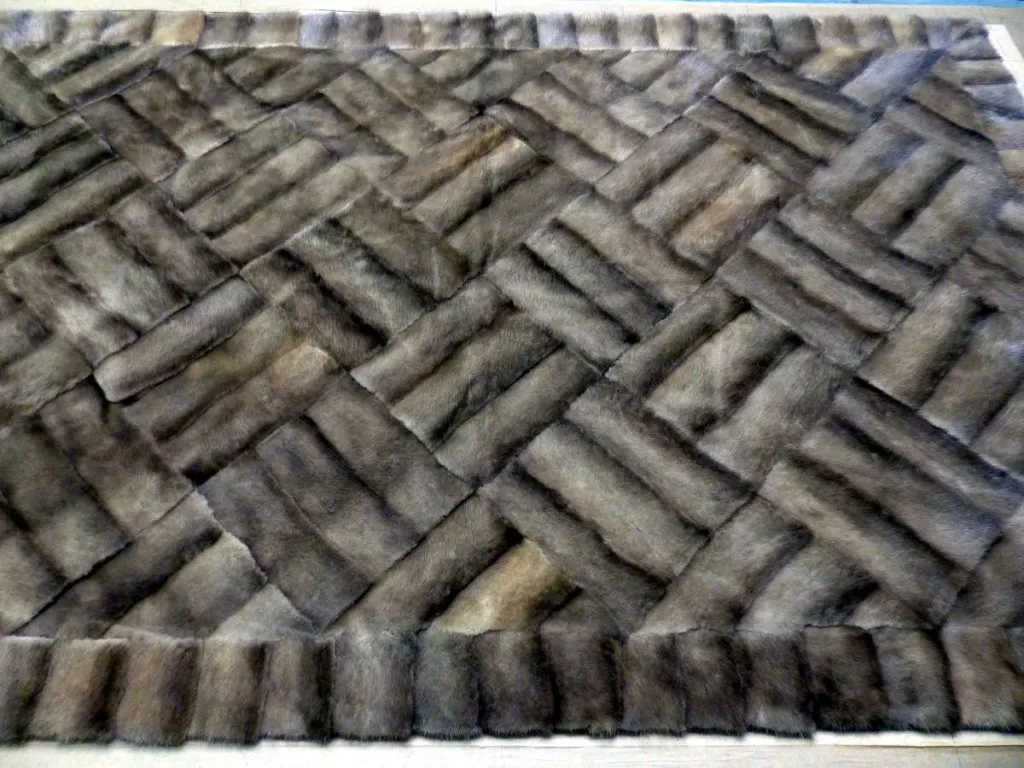
Die Ärmel und die Manschetten wurden für den 10 cm breiten Rand verwendet, die oben schmal auslaufenden Fellteile kamen in den Eckenrand.

## Fell-Satteldecken
Satteldecken schützen sowohl das Pferd wie auch den Sattel. Für die unter dem Sattel befestigten Decken wird häufig natürliches Fell genommen, in der Regel Schaf, das den Schweiß aufnimmt und die Pferdehaut gut vor dem Wundreiben schützt. Die gleiche Wirkung, nur den Reiter schützend, haben auf dem Sattel befestigte Lammfelle. Für festliche Auftritte und für das Wanderreiten werden auch heute noch gerne meist größere, dekorative Schabracken verwendet.
Auch zur älteren militärischen Ausrüstung der Kavallerie gehörten ausladende Schabracken, häufig aus Pelz. Meist waren es Schaffelle, aber auch Bärenfelle waren keine allzu große Seltenheit. Für repräsentative Anlässe gab es bei manchen Regimentern sogar mit Stoff unterlegte Satteldecken aus einem Leopardenfell oder einem Tigerfell.

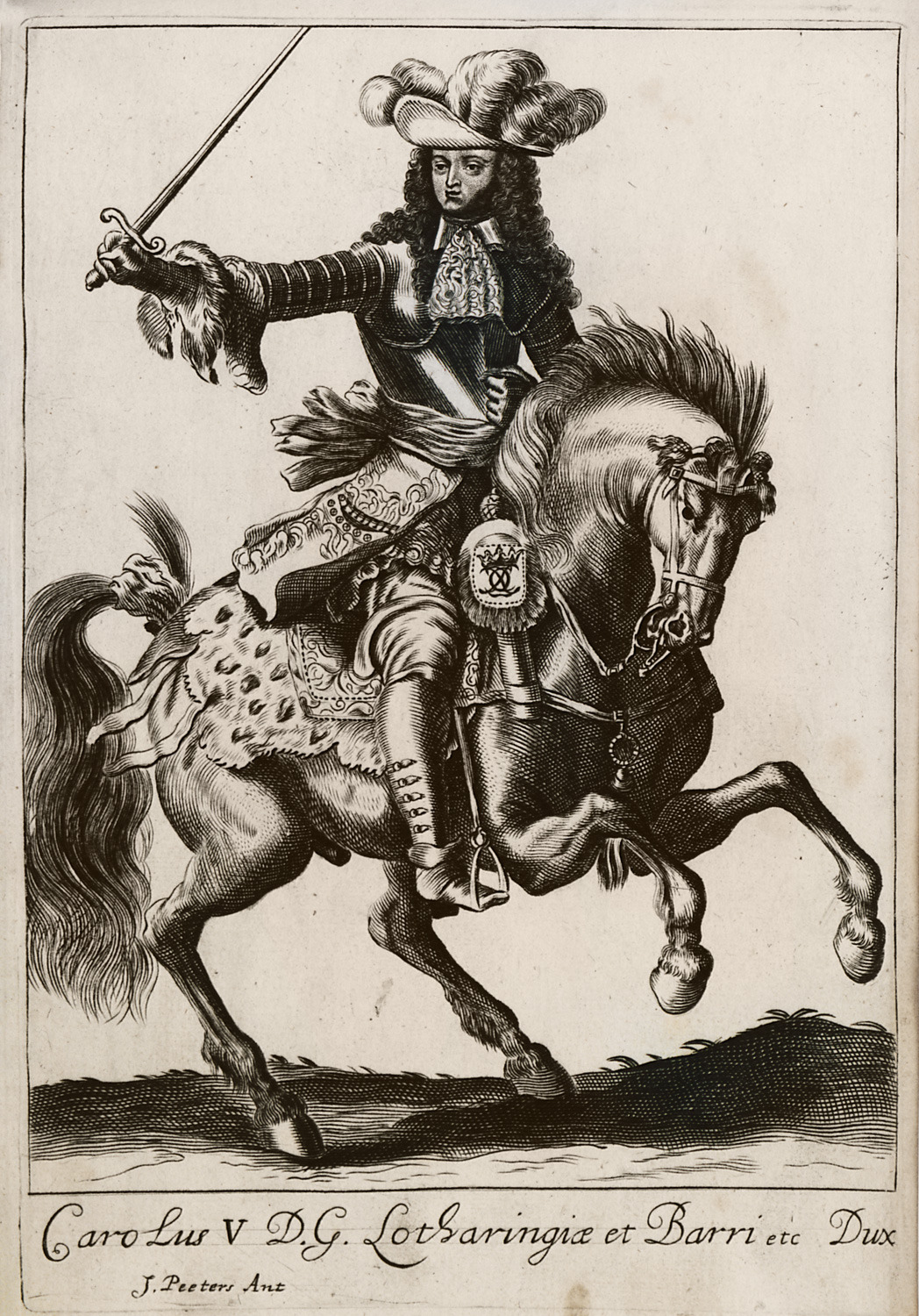
Karl V. Leopold, zu Pferde mit Fell-Satteldecke (1686)
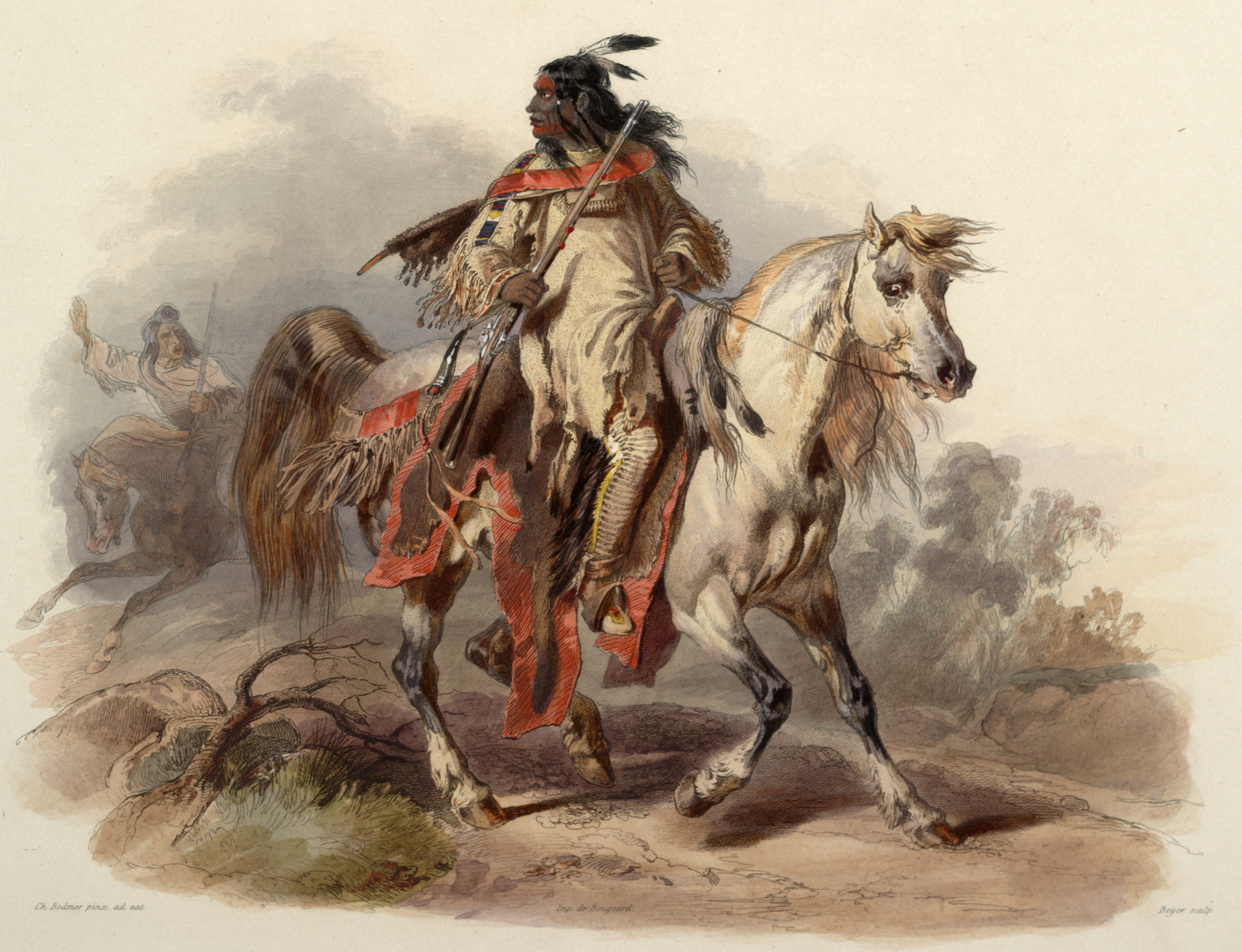
Schwarzfuß-Indianer mit Satteldecke aus Pumafell (1840)
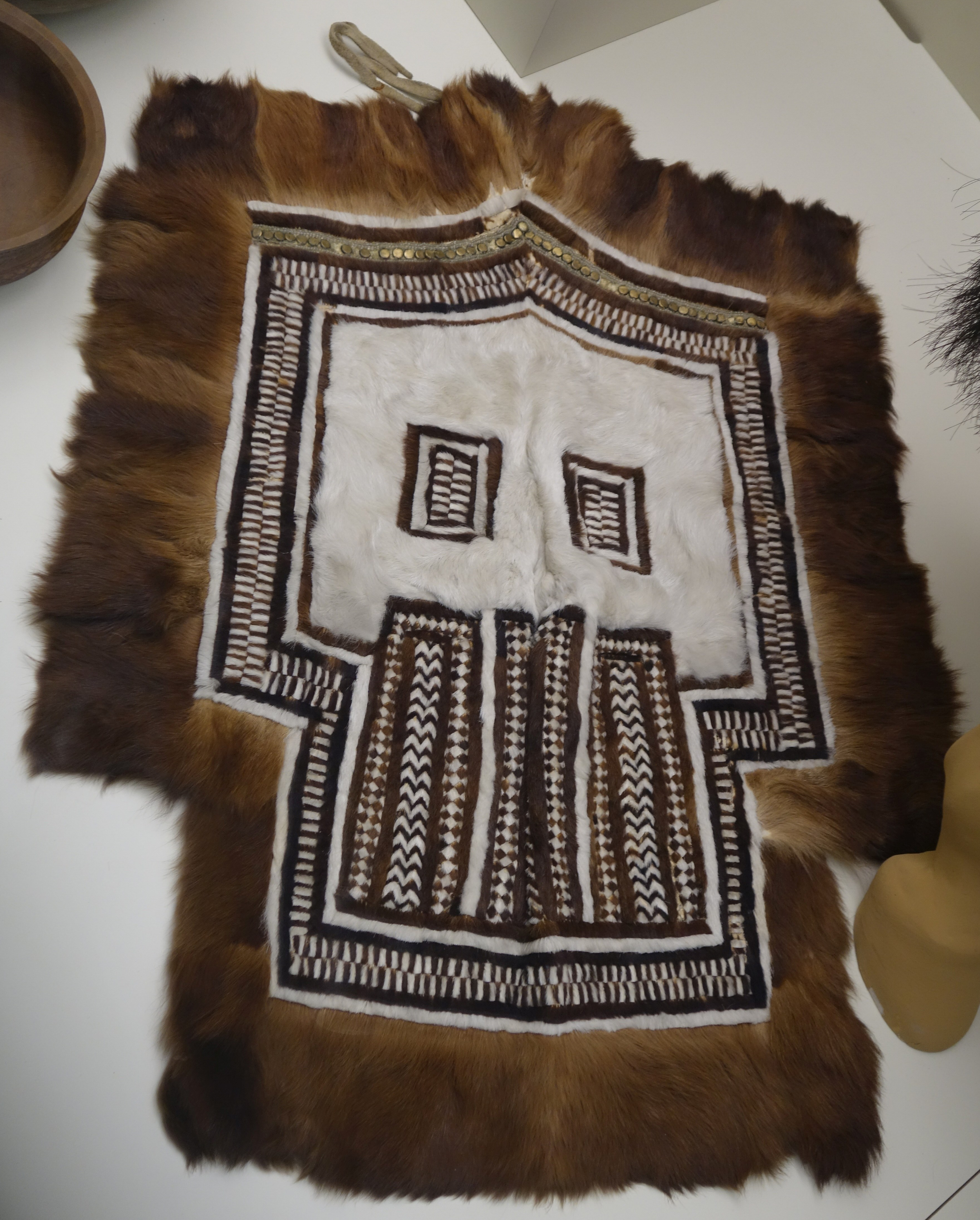
Fell-Satteldecke im Museum für Völkerkunde in Leipzig
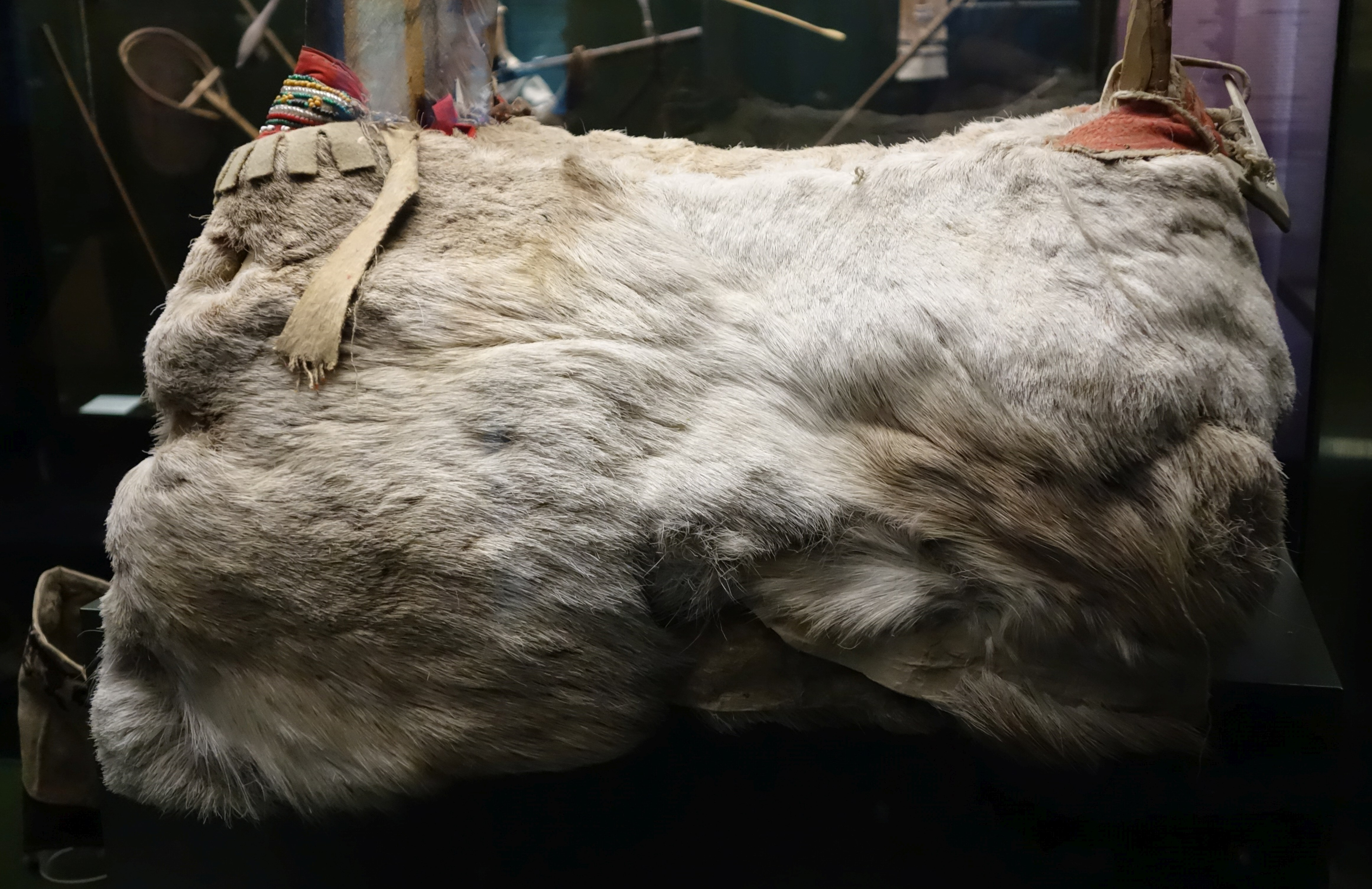
Rentiersattel der Nanaier, Museum für Völkerkunde in Leipzig
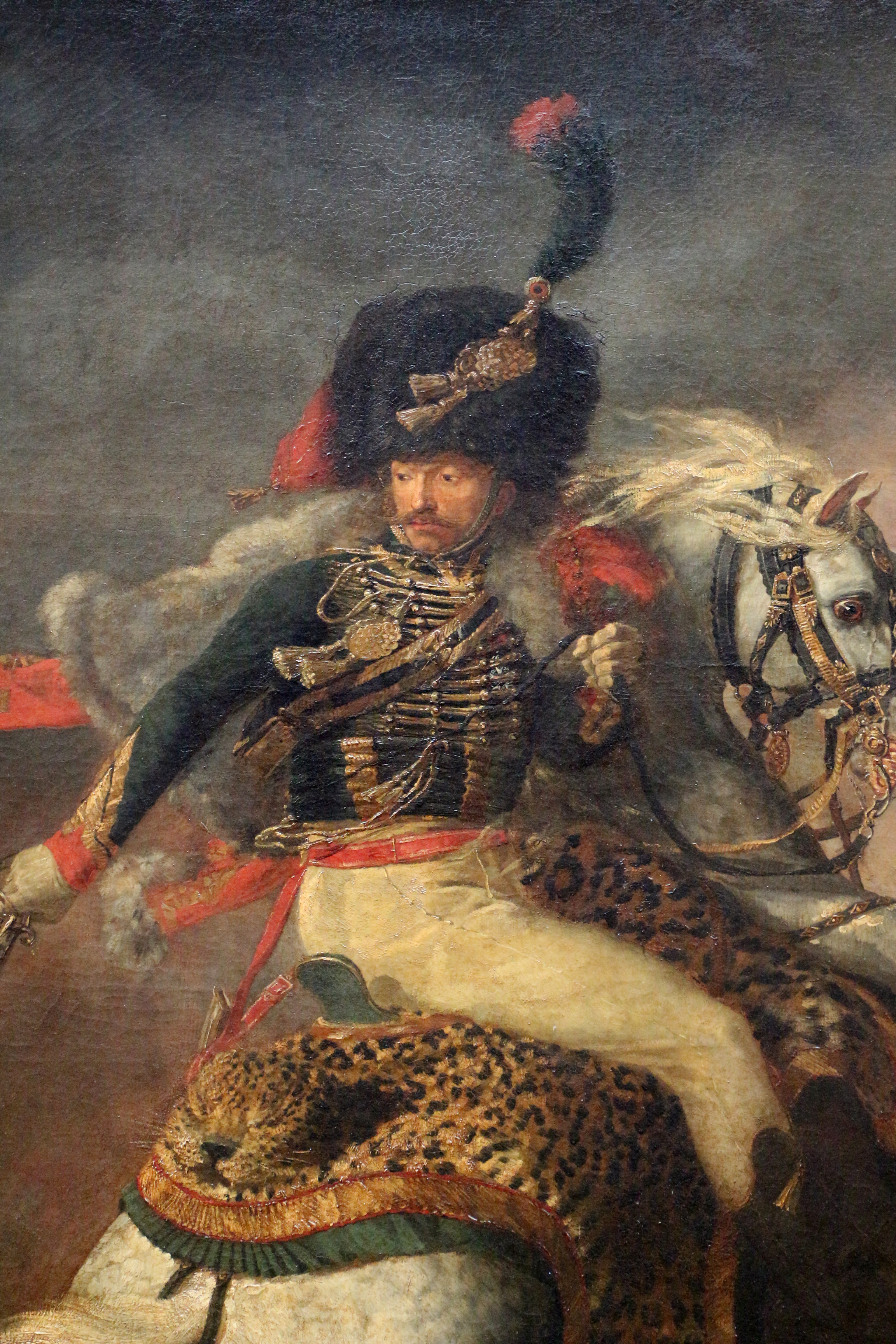
Leopard, Offizier der kaiserlichen französischen Garde (1812)
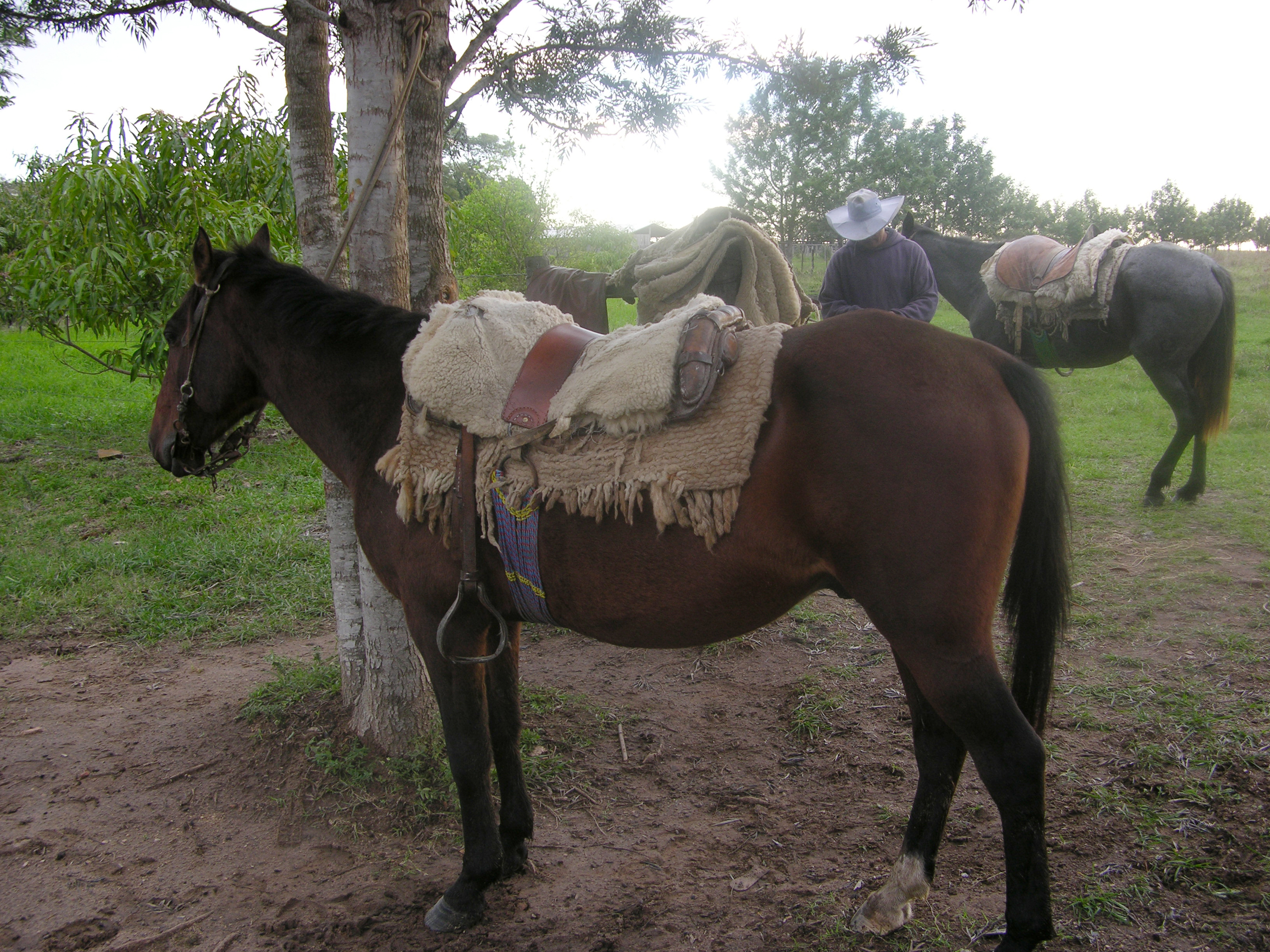
Landestypische „Sandwich“-Sattelung der Criollo-Pferde der Gauchos, geschichtet, neben anderem, aus einem oder mehreren Lammfellen (Paraguay, 2005)

## Zahlen und Fakten
- 29. Januar 1855: „Oeffentliche Versteigerung von Chaisen, Schlitten und Geschirren von Georg Hollenbach senior in Ansbach“. Zur Versteigerung gelangten unter anderem sieben ein- oder zweispännige Schlitten, drei mit Pelzdecken (einer mit einer, einer mit einer schönen und ein Schlitten mit zwei Pelzdecken).[28]
- Etwa 1900: Die Firma Pelzwaaren Friedrich Erler bot in ihrem Katalog an:

Reisedecken:
Fehkopf 80-85 Mark das Stück
Astrachan 80-120 Mark
Civetkatze 150-200 Mark
Teppiche aller Art mit und ohne naturalisierte Köpfe, von den geringsten bis zu den werthvollsten.
Wagen- und Schlittendecken werden nach Maass schnellstens angefertigt.

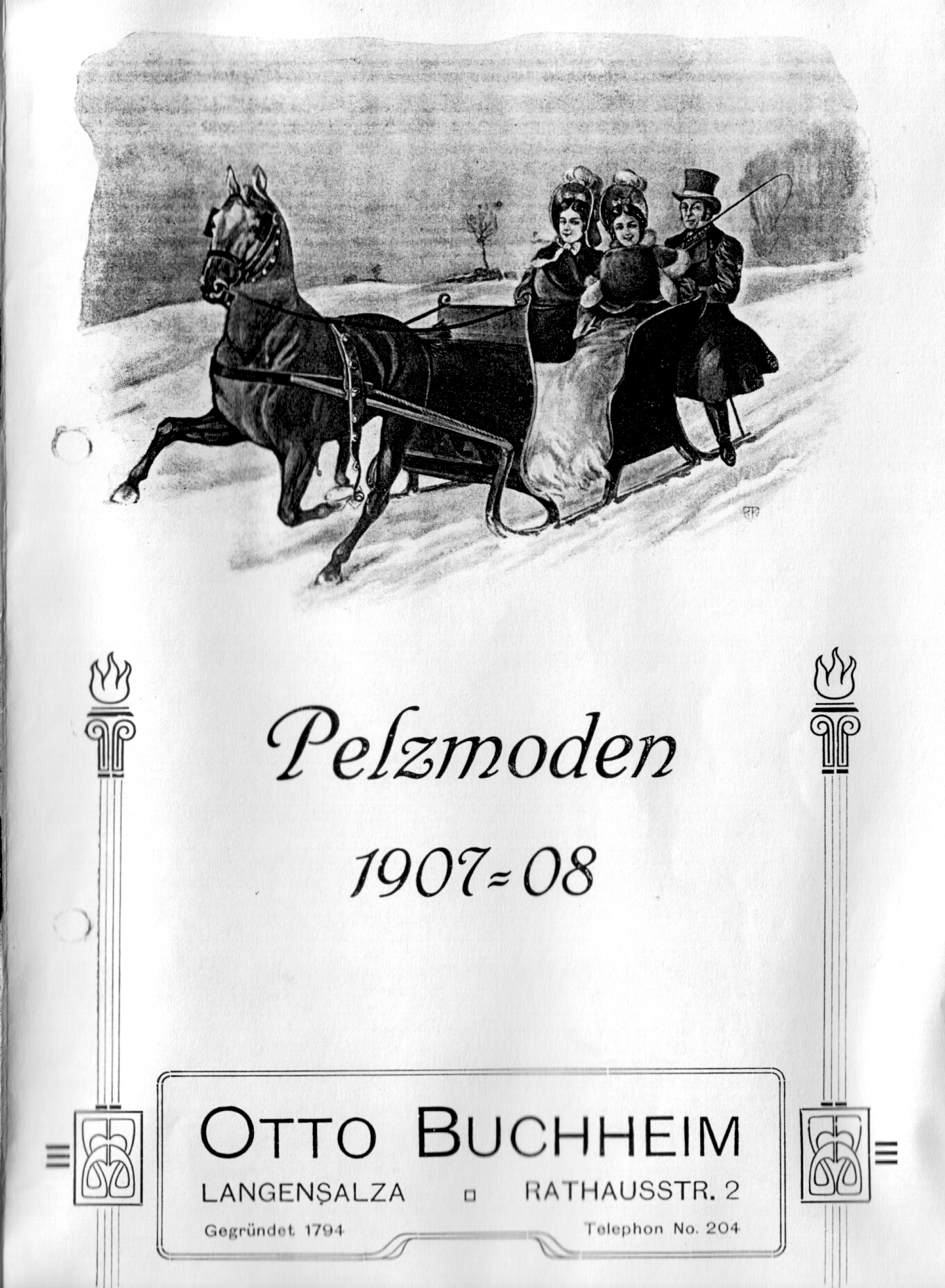
Der Katalog von Otto Buchheim, Schlittenfahrt mit Schlittendecke (1907)

- 1907 hatte Otto Buchheim aus Langensalza in seinem Katalog:

Chinesische Ziegendecken, nur prima Felle. Größe ca. 80/170 nat. grau, M. 12.-
in allen anderen Farben, als Wolf, Bär etc., 13.50
Angora-Decken in allen Farben u. Größen, Größe ca. 48/85, M. 10.-
Shetländer Schafdecken in allen Farben, sehr schön aussehend, Größe 75/165, M 10.-, werden in jeder Größe abgegeben.
Schreibtischvorleger mit Fußtaschen in großer Auswahl und zu verschiedensten Preisen.
- 1908 bot Chr. Heuer, Pelzwarenkonfektion in Leipzig an:

Schlitten- und Wagendecken.
Schaffell, schwarz unterfüttert mit und ohne Besatz M. 50,- bis 75.-.
- 1953 wurde in einem Preisverzeichnis der DDR auch für zwei Fellarten die Entlohnung der Kürschner für die Anfertigung von Felldecken festgelegt:

Guanako-Decken, pro Fell 2,40 M.
Schaffell-Futter und Lammfell-Futter 7.85 M.
Schaffell-Decken wie Guanako gearbeitet pro Fell 1,- M.